# Historia de Sevilla

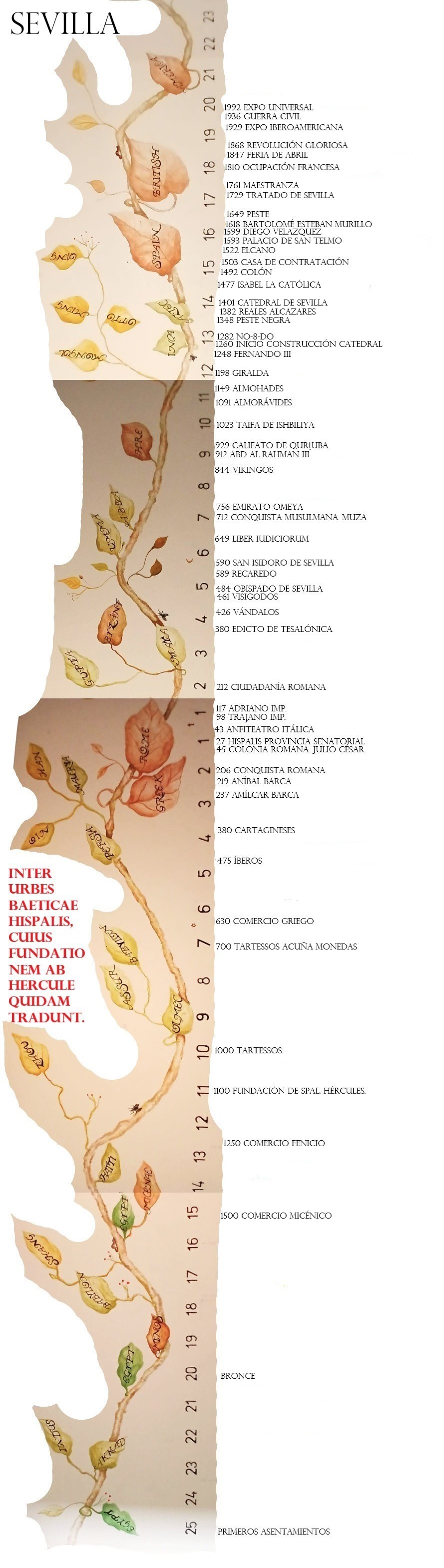
Historiograma Sevilla

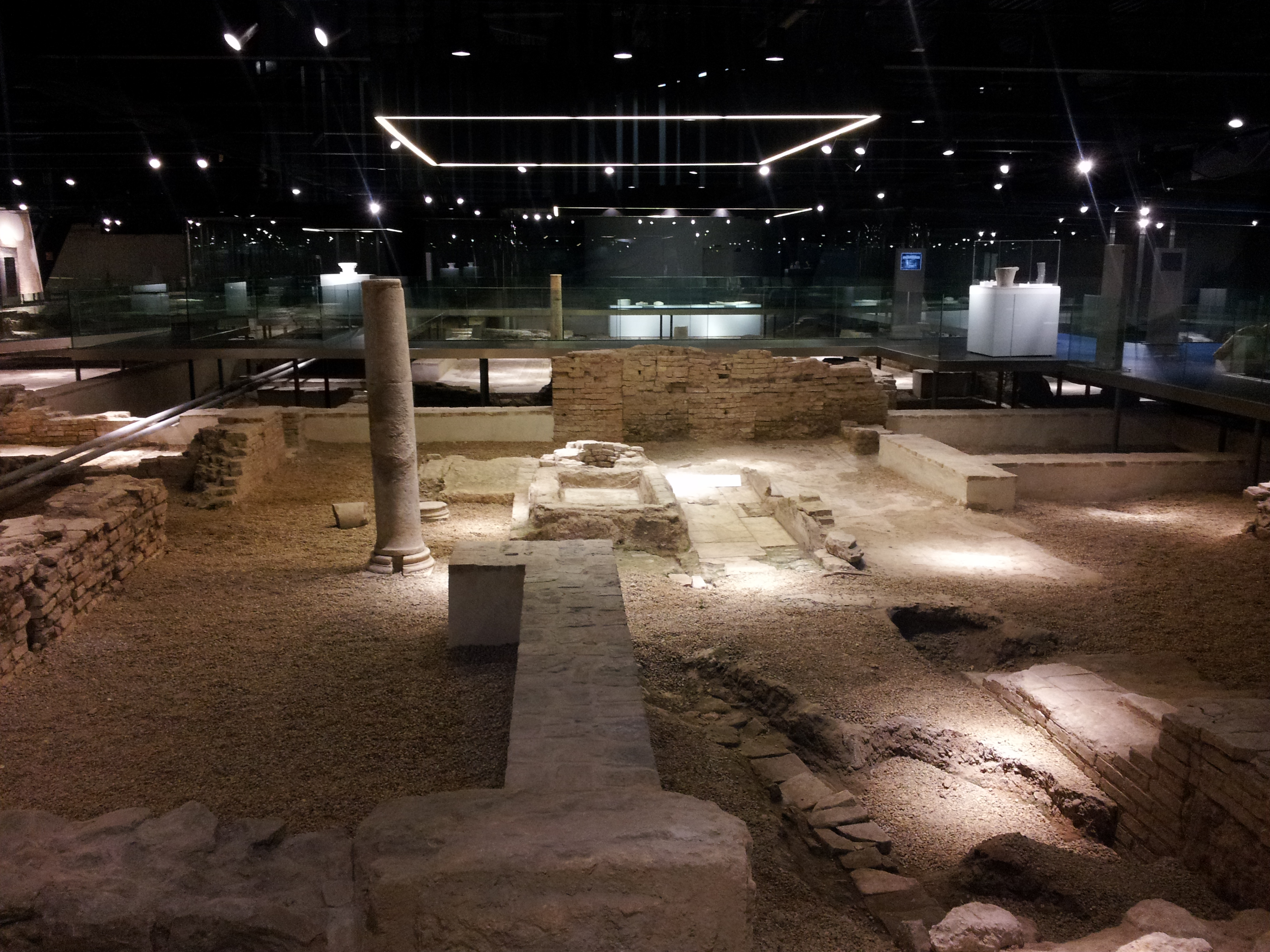
Restos arqueológicos en la Plaza de la Encarnación.

La historia de Sevilla   comienza durante la Edad Antigua con el surgimiento en el actual centro de Sevilla de un primer núcleo de población con comerciantes fenicios, con el nombre de Spal. Este territorio formó parte de Tartessos. Posteriormente, la región fue invadida por los cartagineses. En el 206 a. C. los romanos conquistaron la zona. Entonces la ciudad era conocida como Híspalis.
Durante el reino visigodo alojó la corte con Teudis, Teudiselo y Atanagildo.
En al-Ándalus (la España musulmana) Sevilla fue primero sede de una cora y después capital de un reino de taifas, que fue incorporado a la cristiana Castilla bajo Fernando III el Santo en 1248.
A partir de entonces Sevilla fue repoblada por cristianos de los reinos españoles (y también de otros lugares de Europa). Fue una de las ciudades con voto en Cortes y alojó en numerosas ocasiones la corte itinerante castellana.
En el reinado de los Reyes Católicos se instalaron muchos mercaderes extranjeros en Sevilla, sobre todo genoveses.
Tras el descubrimiento de América, Sevilla se convirtió en el centro económico del Imperio español, al monopolizar el comercio transoceánico con la Casa de Contratación de Indias desde 1503. Esta prosperidad abrió a la ciudad al Siglo de Oro de las artes y las letras. La época de mayor esplendor artístico de la ciudad fue el barroco. El siglo XVII trajo consigo una disminución de la población por la epidemia de peste negra de 1649. En ese mismo siglo la navegación por el Guadalquivir se dificultó por la acumulación de sedimentos en el río y por el mayor tamaño de las embarcaciones. La mejora de las fortificaciones gaditanas trajo consigo que se decidiera trasladar la Casa de la Contratación de Indias a Cádiz en 1717.
La revitalización de la ciudad en el siglo XIX (industrialización, ferrocarril) coincidió con el romanticismo. En la Guerra Civil fue de las primeras ciudades tomadas por el «bando nacional». El siglo XX conformó urbanísticamente la ciudad actual gracias a la Exposición Iberoamericana de 1929 y a la Exposición Universal de 1992. Fue escogida como capital de la autonomía andaluza en 1981.

## Prehistoria y Edad Antigua

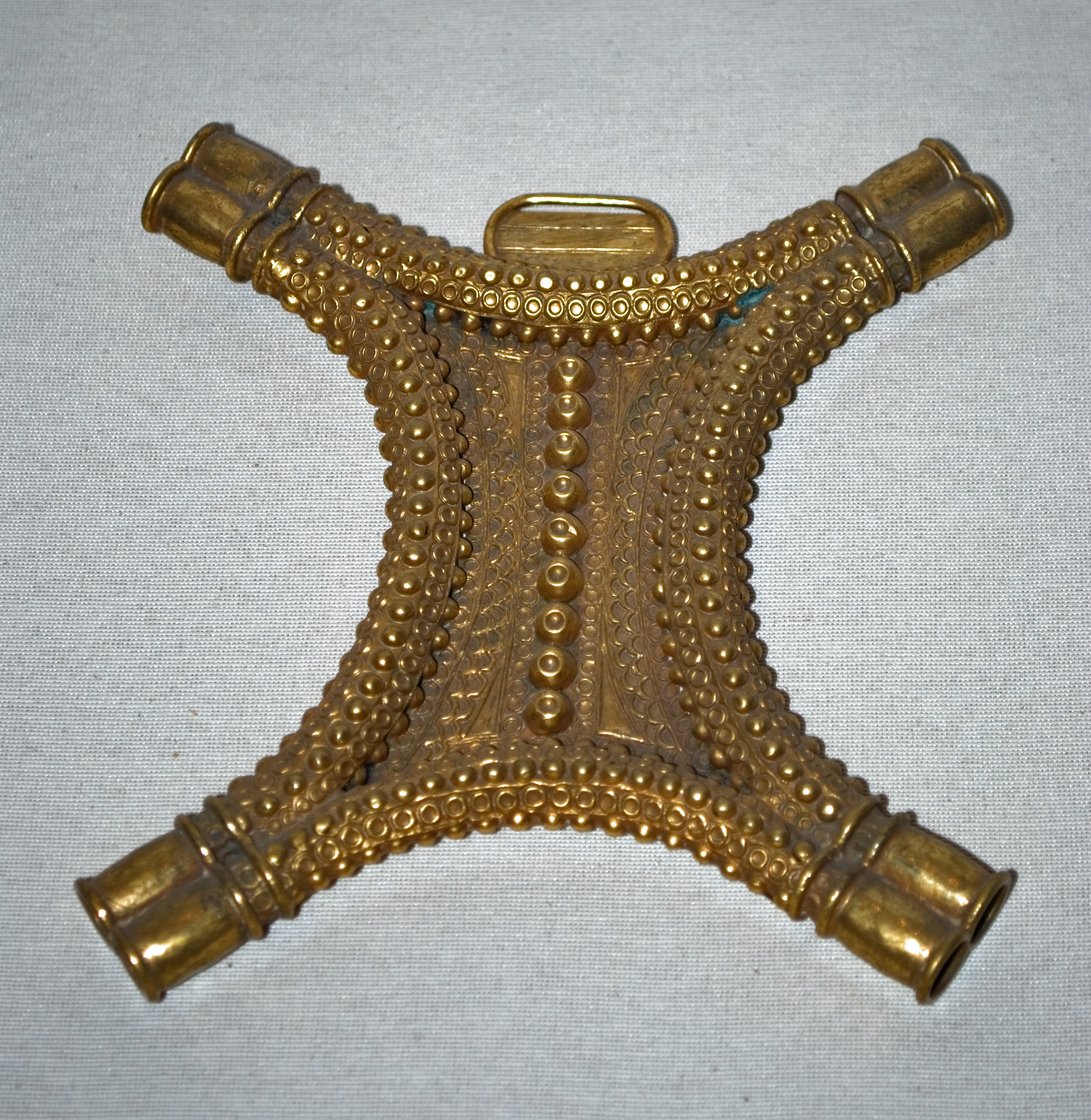
Reproducción de un elemento pectoral del Tesoro de El Carambolo, conservado en el Ayuntamiento de Sevilla.

El suelo de Sevilla es de formación geológicamente reciente. Entre el terciario y el cuaternario el océano entraba por el actual valle del Guadalquivir. El desmoronamiento de parte de Sierra Morena en ajustes sísmicos y la acumulación de sedimentos entre Sanlúcar de Barrameda y Rota crearon un lago interior, el Lacus Ligustinus (que existió hasta tiempos históricos). Posteriormente, se siguieron acumulando sedimentos y se fueron formando las marismas.
Excavaciones arqueológicas llevadas a cabo en 2009 en el Alcázar encontraron restos del siglo IX a. C. El núcleo original de la ciudad se remontaría al siglo VIII a. C., a una isla en el Guadalquivir, en el entorno de la actual plaza del Salvador y la Cuesta del Rosario.
La leyenda cuenta que hace unos 3000 años Melkart, un navegante fenicio, recorrió el Mediterráneo y que posteriormente atravesó el estrecho de Gibraltar entrando en el océano Atlántico. Recorrería la costa y fundaría Gádir y luego habría ido hacia el norte hasta llegar a donde actualmente se encuentra la ciudad de Sevilla, donde establecería un asentamiento comercial . Melkart sería reconocido como semidiós por la cultura fenicia. En la mitología griega sería identificado como Heracles y en la romana como Hércules.
Hay diversas teorías sobre el origen del nombre de la ciudad. Según el catedrático José Luis Escacena Carrasco, los fenicios llamaron a la ciudad Spal o Hispal. Según el obispo visigodo san Isidoro, el nombre de Híspalis provenía de que la ciudad primitiva se contruyó en una zona pantanosa, "sobre palos". Según el profesor Antonio Blanco Freijeiro, en el subsuelo de la calle Sierpes se encontraron palos propios de este tipo de construcciones, lo que podría respaldar esta teoría.
La teoría mayoritaria indica que Tartessos surgió como la mezcla cultural entre una sociedad de finales de la Edad del Bronce –que vivía en el suroeste de la península ibérica– y los fenicios que llegaron de oriente. Según Escacena, la capital tartesica era Sevilla y el principal santuario fue construido al otro lado del río, en El Carambolo, en el actual municipio de Camas. En la Biblia, esta área es denominada Tarsis. y los romanos llamaron a la región Turdetania.
Los tartesios, dirigidos por Chalbus, fueron derrotados en Osqua (a dos kilómetros de Villanueva de la Concepción) por el general cartaginés Asdrúbal Barca en el 216 a. C.
Tradicionalmente, se ha considerado que la invasión cartaginesa supuso el fin de Tartessos, aunque existen otras teorías. Los cartagineses construyeron las primeras carreteras de la región. También introdujeron el elefante como animal de trabajo, aunque los romanos posteriormente exterminaron a estos animales.

### Época romana

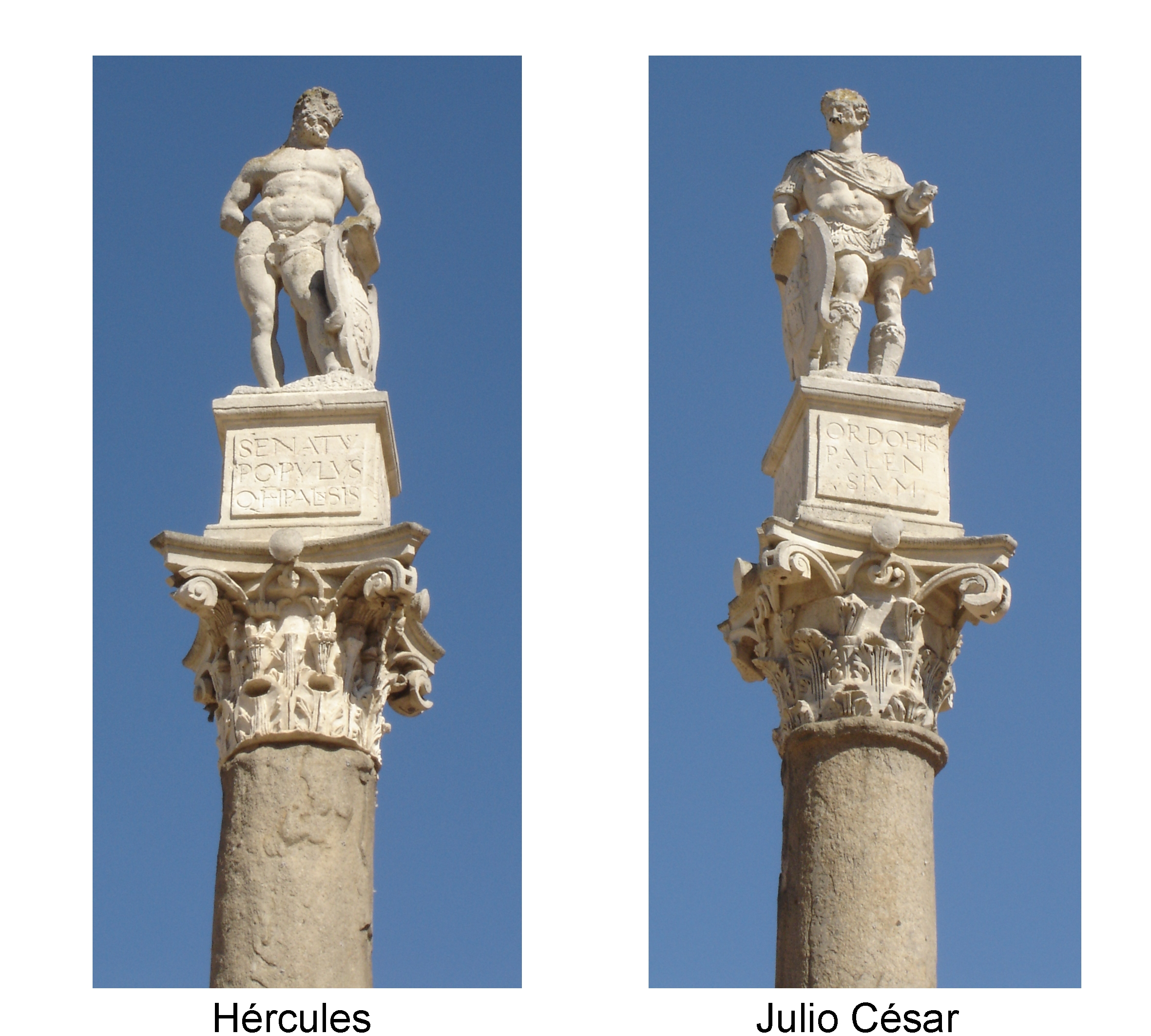
Columnas con las estatuas de Hércules y Julio César en la Alameda de Hércules.

Las tropas romanas entraron en el 206 a. C., durante la segunda guerra púnica, bajo las órdenes del general Escipión el Africano y acabaron con los cartagineses que habitaban y defendían la región, siendo sus sucesores en el sur peninsular.  El general fundó Itálica, en la localidad cercana de Santiponce, sobre dos colinas.
En el año 49 a. C., Híspalis poseía muralla y foro y contaba con actividad mercantil portuaria.
Entre el 49 y el 45 a. C. tuvo lugar una guerra civil entre los partidarios de Julio César y de Pompeyo. Los sevillanos se posicionaron a favor de César, que después de pacificar el territorio, dejó como gobernador de la provincia a Quinto Casio Longino con cuatro legiones. Este gobernador se dedicó a imponer contribuciones por su cuenta, para su lucro personal, y realizó otras crueldades. Por esto, un grupo de romanos de Itálica se conjuró para matarlo. El gobernador fue apuñalado cuando se encontraba en Córdoba pero sobrevivió. Tras esto, hizo crucificar a cientos de romanos de Itálica y a muchos sevillanos. Quinto Casio murió en un naufragio cerca de Tarragona. Fracasada la conspiración, los béticos se pusieron de parte de los hijos del ya muerto Pompeyo y obligaron a César a someter la región en una última campaña de su vida militar. En el invierno de los años 46-45 a. C. se batalló sin tregua en los campos de las actuales provincias de Córdoba y Sevilla hasta que logró una victoria decisiva en la batalla de Munda el 17 de marzo del 45 a. C.. Al término de la refriega, César dijo:

en todas mis anteriores batallas he luchado por la victoria; sólo en esta acabo de hacerlo por salvar la piel
Julio César

Cuando, tras la victoria en Munda, César viene a Híspalis unos emisarios hispalenses le salieron al encuentro para pedirle clemencia. César envió con ellos a Caninio al mando de un destacamento que se hizo cargo de la plaza mientras él acampaba a las afueras. Sin embargo, los pompeyanos de Sevilla se indignaron de que la rendición se hubiera hecho a sus espaldas y sin informar de ella a un tal Filón, que era un cabecilla de aquella causa. Cuando Filón se enteró de lo sucedido se puso en camino a Lenio y concertó allí los servicios de Cecilio Nigro, que disponía un gran contingente de guerreros. En mitad de la noche, este contingente penetró en Sevilla, pasó a cuchillo a la guarnición cesariana, cerró las puertas y se dispuso a hacer frente a César. Ante la preocupación de que, viéndose perdidos, incendiasen la ciudad y destruyesen las murallas, César no los hostigó. Les permitió hacer una salida y prender fuego a los barcos que estaban en el río. Mientras los soldados del César se encargaban de apagar el incendio, el contingente de Nigro emprendió la retirada, en la que más tarde fueron diezmados por la caballería cesariana.
En 2019 se descubrieron en la ciudad restos de la vía Heraclea, que comunicaba el Levante con el sur peninsular. Esta vía es contemporánea a Julio César.
Según san Isidoro, Julio César llamó a la ciudad Iulia (por su nombre) Rómula Híspalis. Según el catedrático Antonio Caballos Rufino, la ciudad nunca fue llamada Iulia y el fundador de la misma fue el procónsul Cayo Asinio Polión.
Julio César, en el año 45 a. C., le dio a la ciudad el estatuto de colonia.
Híspalis pasó a ser convertirse en una ciudad hispano-romana comercial, mientras que Itálica pasó a ser una ciudad residencial puramente romana. El emperador Trajano nació probablemente en Itálica en el año 53.

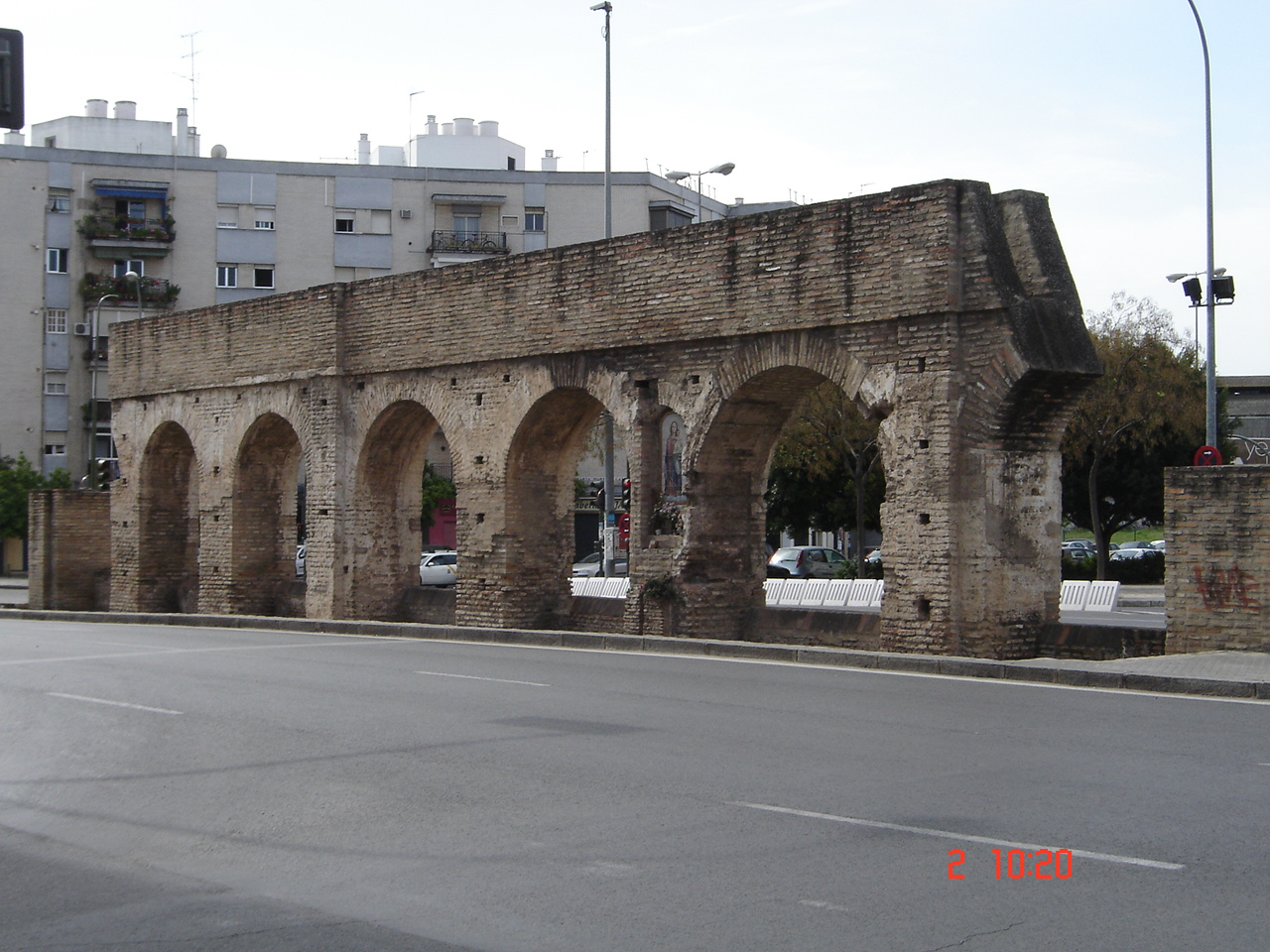
Restos de los Caños de Carmona, un acueducto construido por los almohades en el siguiendo el trazado de otro anterior, de origen romano.

En Sevilla, el área alrededor de la actual plaza de la Alfalfa constituía el punto de encuentro del cardo maximus que transcurría de norte a sur, desde la actual iglesia de Santa Catalina hasta la calle Abades y el Decumano mayor que transcurría de este a oeste desde la actual iglesia de San Esteban en la calle Águilas hasta la plaza del Salvador. En esta zona se encontraban el foro de la época imperial romana, que comprendía templos, termas edificaciones públicas y mercados.
Entre los años 170 y 172, tribus del norte de África invadieron la península pero fueron repelidos fácilmente por Aufidio Victorino. Durante esta campaña, la Legión VII Gémina se estableció temporalmente en Itálica, lo que obligó a considerar temporalmente a la Bética como provincia imperial, es decir, controlada directamente por un legado del emperador. En el 175 tuvo lugar otra invasión. Las ciudades de Itálica y Singilia Barba fueron asediadas y liberadas por Valia Maximiano en el 177.
Según la tradición, en el siglo I el apóstol Santiago el Mayor vino a evangelizar Hispania y nombró arzobispo de Sevilla a Pío, que le había acompañado desde Jerusalén. No obstante, el Catálogo Gótico-Hispalense y el Códice de San Millán, del siglo X, el primer nombre de arzobispo hispalense que figura es el de Marcelo, a mediados del siglo III.

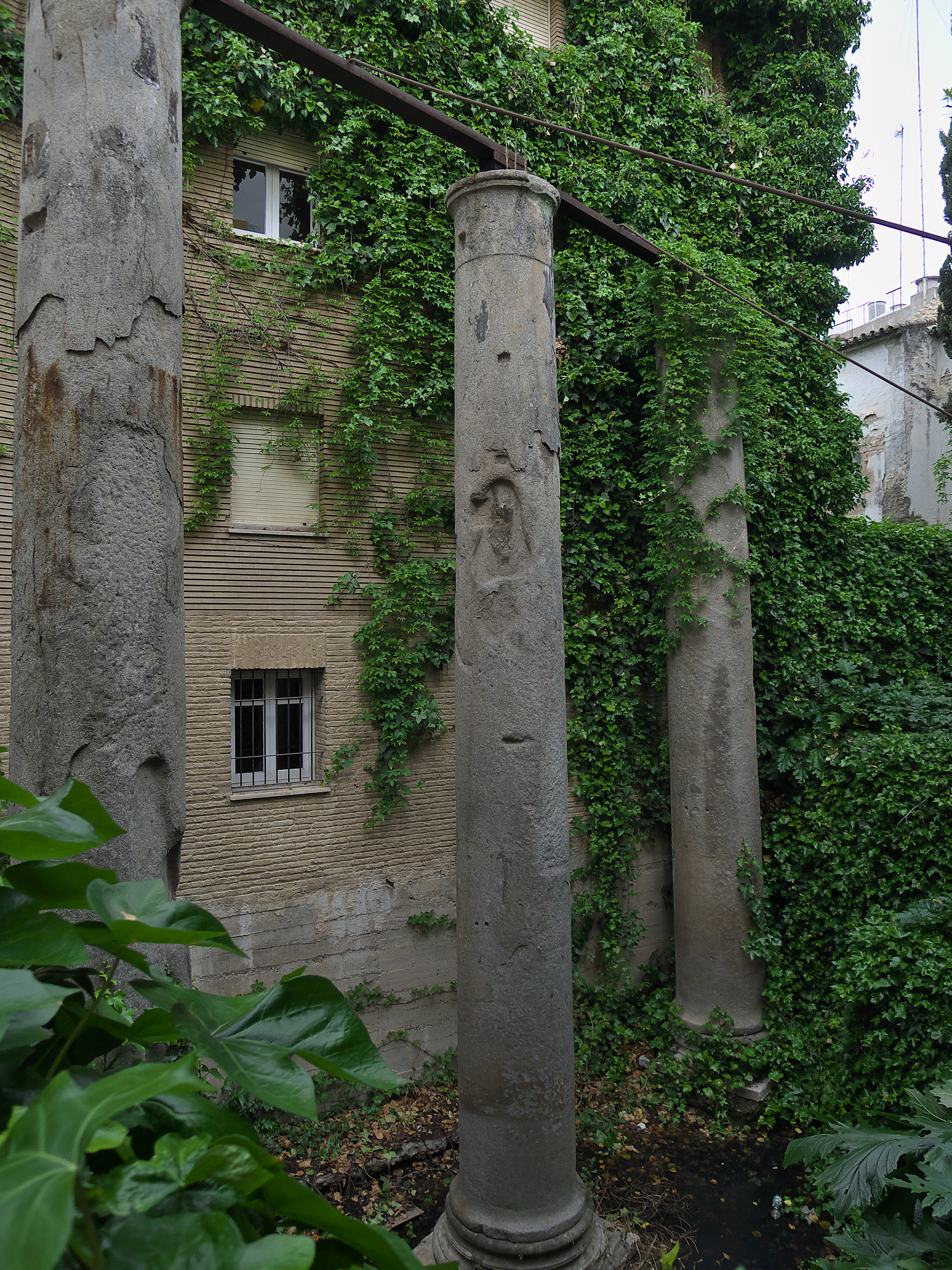
Columnas romanas de la calle Mármoles.

En este periodo se sitúa la leyenda que narra que en julio del 287 una procesión a la diosa Salambó pasó frente al puesto de dos alfareras cristianas, las hermanas Justa y Rufina. El cortejo les pidió un donativo al que ellas se negaron. Una de las personas que llevaban el ídolo rompió toda sus mercaderías y las alfareras empujaron a la imagen de la diosa lejos de sí, que cayó rompiéndose en pedazos. Fueron llevadas ante el gobernador Diogeniano y martirizadas. Sus restos fueron enterrados a las afueras de la ciudad por el arzobispo Sabino.
En virtud de la reforma administrativa de Diocleciano (293 d. C.) Híspalis llegó a convertirse en el centro político de las cinco provincias peninsulares, así como de las dos anejas, la Mauritania Tingitana y la Baleárica, al residir en la ciudad el vicario de la diócesis hispana.
Según una de las  diferentes transcripciones de un texto del poeta Ausonio, Hispalis podría ser la undécima ciudad en la jerarquía del Alto Imperio (293 d. C.), aunque otra transcripción de ese texto original de Ausonio hallada en París, habla de Augusta Emerita como de esa undécima ciudad del Imperio.
En la Hispania romana, la provincia Bética alcanzó una gran prosperidad, en parte debido a las exportaciones de aceite de oliva. Una muestra del comercio de Hispania con Roma es el monte Testaccio. El Testaccio, o monte de los tiestos, es una colina artificial de 250 × 150 m (metros) en su base y de más de 50 m de altura, formada por los millones de restos de ánforas olearias (de aceite de oliva), arrojadas en él durante casi trescientos años, desde la época de Augusto, hasta mediados del siglo III, donde el 80 % corresponde a ánforas béticas.
El principal conjunto arqueológico romano de la ciudad se encuentra en la plaza de la Encarnación, en los sótanos del Metropol Parasol. En él se conservan un conjunto de casas romanas, donde destacan numerosos mosaicos.
En el siglo XVI aparecieron en la calle Mármoles seis columnas de un edificio romano, posiblemente un templo del siglo II. Dos de ellas fueron trasladadas a la Alameda de Hércules en 1576 y sobre ellas se situaron estatuas de Hércules y Julio César. Otra de ellas se rompió cuando estaba siendo traslada al Alcázar y hoy está enterrada en la calle Mateos Gago. Las tres restantes permanecen en la calle Mármoles.

## Edad Media

### Época visigoda
En el 426 los vándalos, con el rey Gunderico al frente, tomaron la ciudad de Híspalis. Gunderico falleció en la ciudad en el año 428 y fue sucedido por su hermano Genserico, que se trasladó con sus tropas al norte de África. En el año 441 el rey suevo Requila tomó Híspalis. Finalmente, España caería en manos de los visigodos, que la gobernarían hasta el siglo VIII.
En las monedas visigodas, la ciudad será llamada Ispali y Spali.
Tras la derrota ante los francos (507), el reino visigodo abandonó su antigua capital (Tolosa, al norte de los Pirineos). Gesaleico y Amalarico se refugiaron en Barcino (Barcelona) y Teudis, probablemente, residiera en esa ciudad temporalmente. Teudis murió asesinado en Sevilla por una venganza personal. Teudiselo se instalará en Sevilla, donde pondrá impuestos excesivos para sus lujos personales y tendrá romances con mujeres de nobles a los que previamente mandaba a la guerra. Se granjeó la enemistad de la nobleza y se organizó una conspiración para matarlo. Una noche del año 549, en una cena en palacio con ellos, los comensales apagaron las velas y lo mataron, para que, en la oscuridad, no se supiera quien le había asesinado.
Agila I, proclamado rey en el 549, se apoyó en varios nobles godos y en aristócratas de Augusta Emérita (Mérida), donde se instaló. No obstante, pronto tuvo que enfrentarse a otro noble visigodo, Atanagildo, proclamado rey en Sevilla en el 551 con el apoyo de la aristocracia local. Los partidarios de Atanagildo solicitaron ayuda a los bizantinos, que se la concedieron. En el 552 los bizantinos, gobernados por el emperador Justiniano I, llegaron a Hispania y aprovecharon para conquistar una franja de territorio desde Cádiz hasta Denia. Atanagildo se desplazó a Toletum (Toledo), donde murió, y a partir de esto la capital se situará definitivamente en aquella ciudad.
Los visigodos, en una sucesión de campañas entre el año 607 y 625, consiguieron reconquistar los territorios hispanos tomados por los bizantinos.

#### Cristianismo arriano y catolicismo: san Hermenegildo y san Leandro

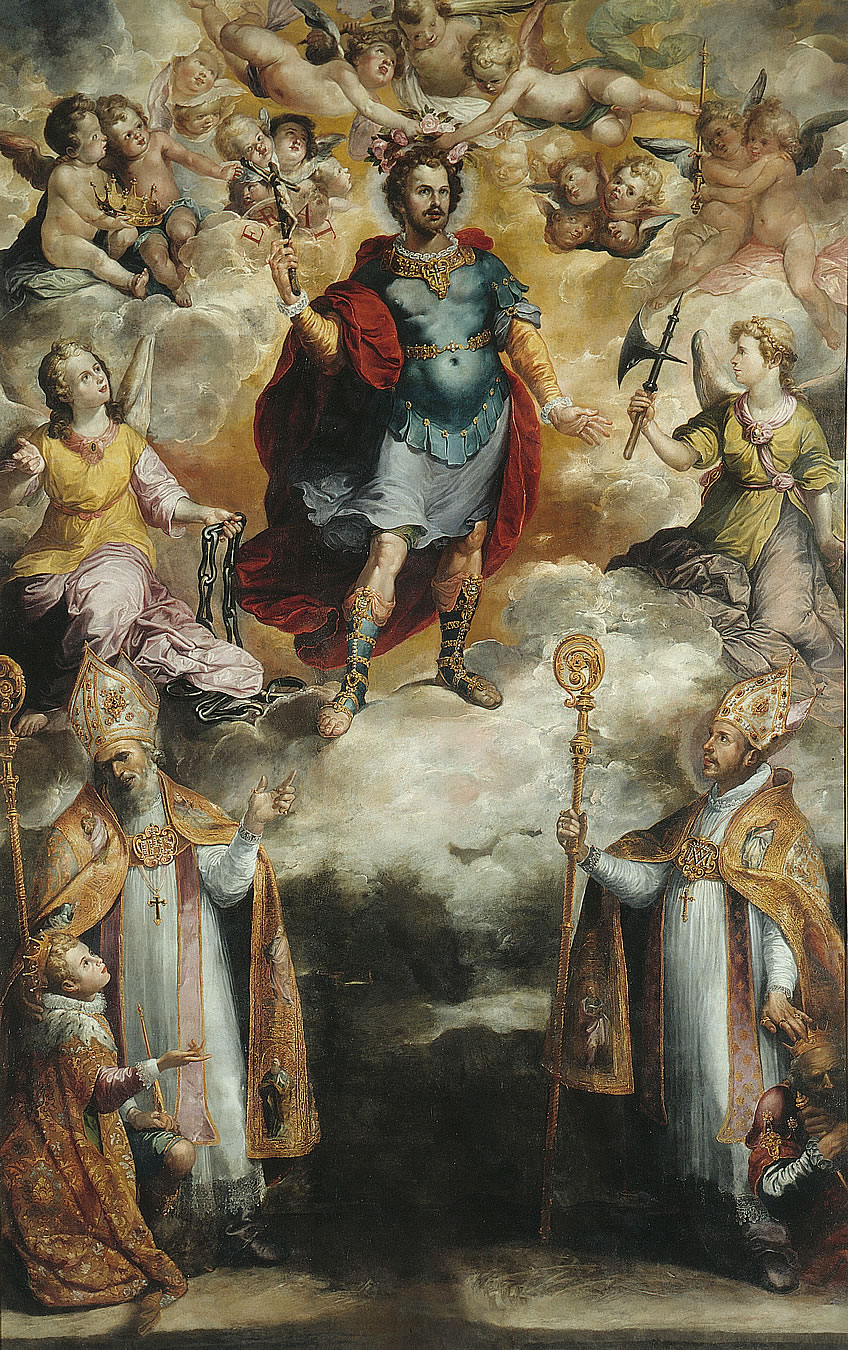
La apoteosis de san Hermegildo. Hacia 1620–1624. Francisco Herrera el Viejo. Museo de Bellas Artes de Sevilla.

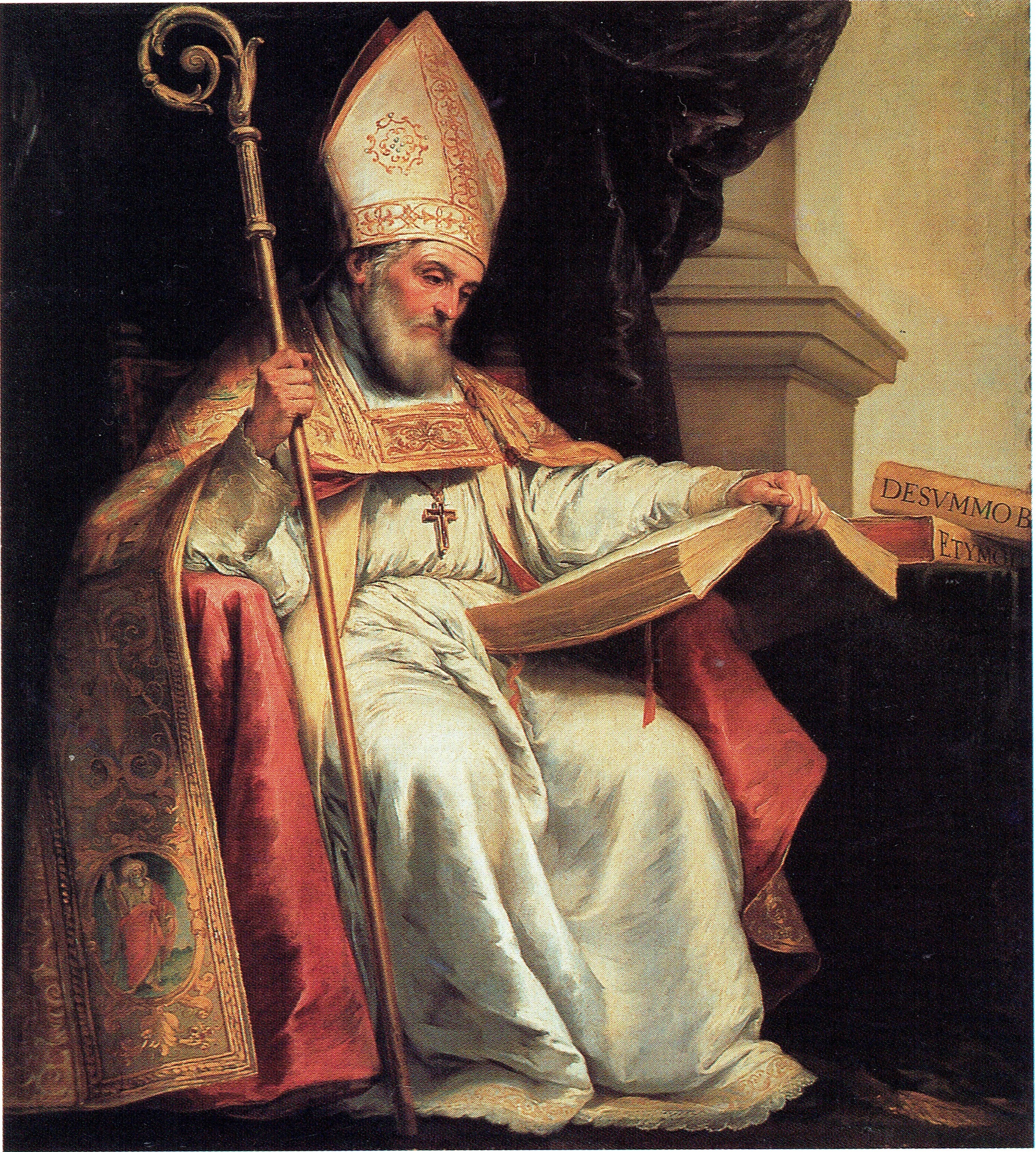
San Isidoro. Cuadro de Murillo. Catedral de Sevilla.

La monarquía visigoda profesaba el cristianismo arriano. En el siglo VI el rey visigodo Leovigildo tuvo dos hijos con una mujer llamada Teodosia, Hermenegildo y Recaredo. Teodosia educó a Hermenegildo en la fe católica pero a su hermano menor, Recaredo, no pudo educarlo ya que falleció antes de que este alcanzase cierta edad. Leovigildo se casó en segundas nupcias con Goswinta, viuda del rey Atanagildo.
Hermenegildo se casó en el año 579 con la princesa católica Ingunda de Francia. Leovigildo encomendó a su hijo Hermenegildo el gobierno de la provincia Bética, por lo que él y su esposa se trasladaron a Sevilla. Allí, por influencia de su mujer y del arzobispo católico san Leandro, se convirtió al catolicismo. Esto provocó el enfado de su padre, el rey Leovigildo, y de su madrastra Goswinta. Fue llamado a la corte en Toledo pero se negó a acudir, proclamándose en rebeldía. Entonces se proclamó rey y estableció el catolicismo como religión oficial en el territorio que controlaba.
Hermenegildo buscó apoyo de los bizantinos y de los suevos, lo que equivalió a declarar la guerra civil. Pronto, logró el apoyo de las ciudades de Mérida y Cáceres. Leovigildo, para atraer a los católicos, convocó un concilio arriano en el 580 que suprimió la obligación de los católicos de rebautizarse en el caso de convertirse al arrianismo. Al ver el poco resultado que dio esta medida, la tomó contra los obispos católicos, deportando a muchos de sus sedes.
Leovigildo recuperó militarmente Cáceres y Mérida el año 582 y puso asedio a Sevilla, donde se había hecho fuerte Hermenegildo. Hermenegildo esperó la ayuda de una flota bizantina, pero para evitarlo Leovigildo desvió el curso del río Guadalquivir.
La ciudad resistió dos años el asedio, pero, incapaz de seguir aguantando, Hermegildo huyó a la fortaleza de San Juan de Aznalfarache con 20 caballeros. Finalmente, ante la falta de alimentos y agua, decidió rendirse. Fue llevado preso a una fortaleza de Sevilla situada en la Puerta de Córdoba, donde los clérigos arrianos intentaron que abjurase del catolicismo y donde su padre le prometió olvidar lo sucedido y hacerle heredero del trono si se hacía arriano, pero él se negó.
Luego, Hermenegildo fue encarcelado en Tarragona, donde se negó a recibir la comunión de manos arrianas en el año 585, aunque esta era el único medio de congraciarse con su padre. En la misma cárcel, fue decapitado por el alcalde de la prisión, Sisberto.
Leovigildo falleció de muerte natural en Toledo en el 586. La tradición cuenta que, en su lecho de muerte, encomendó la formación religiosa de su hijo Recaredo a san Leandro. Recaredo, ya como rey, convocó en 589 el III Concilio de Toledo, en el que renegó públicamente del arrianismo y decretó la conversión de su reino al catolicismo. Leandro se destacó en aquel concilio.

#### San Isidoro de Sevilla
El arzobispo san Leandro fue sucedido en la sede hispalense por san Isidoro. Este escribió un conjunto enciclopédico de veinte libros, conocidos como las Etimologías, que eran un compendio de todo el saber de la antigua cultura grecolatina (medicina, música, astronomía, teología, etc.), y que tuvo una gran influencia en toda la Europa medieval.

### Época musulmana

Taifa de Sevilla

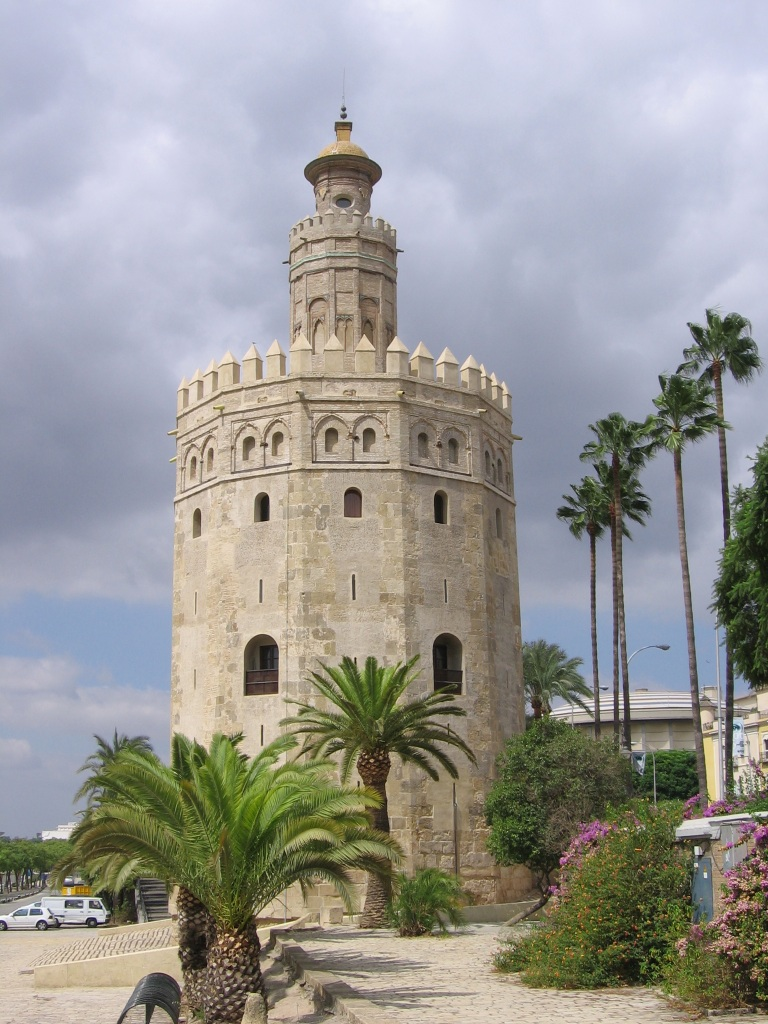
La Torre del Oro fue construida en el.

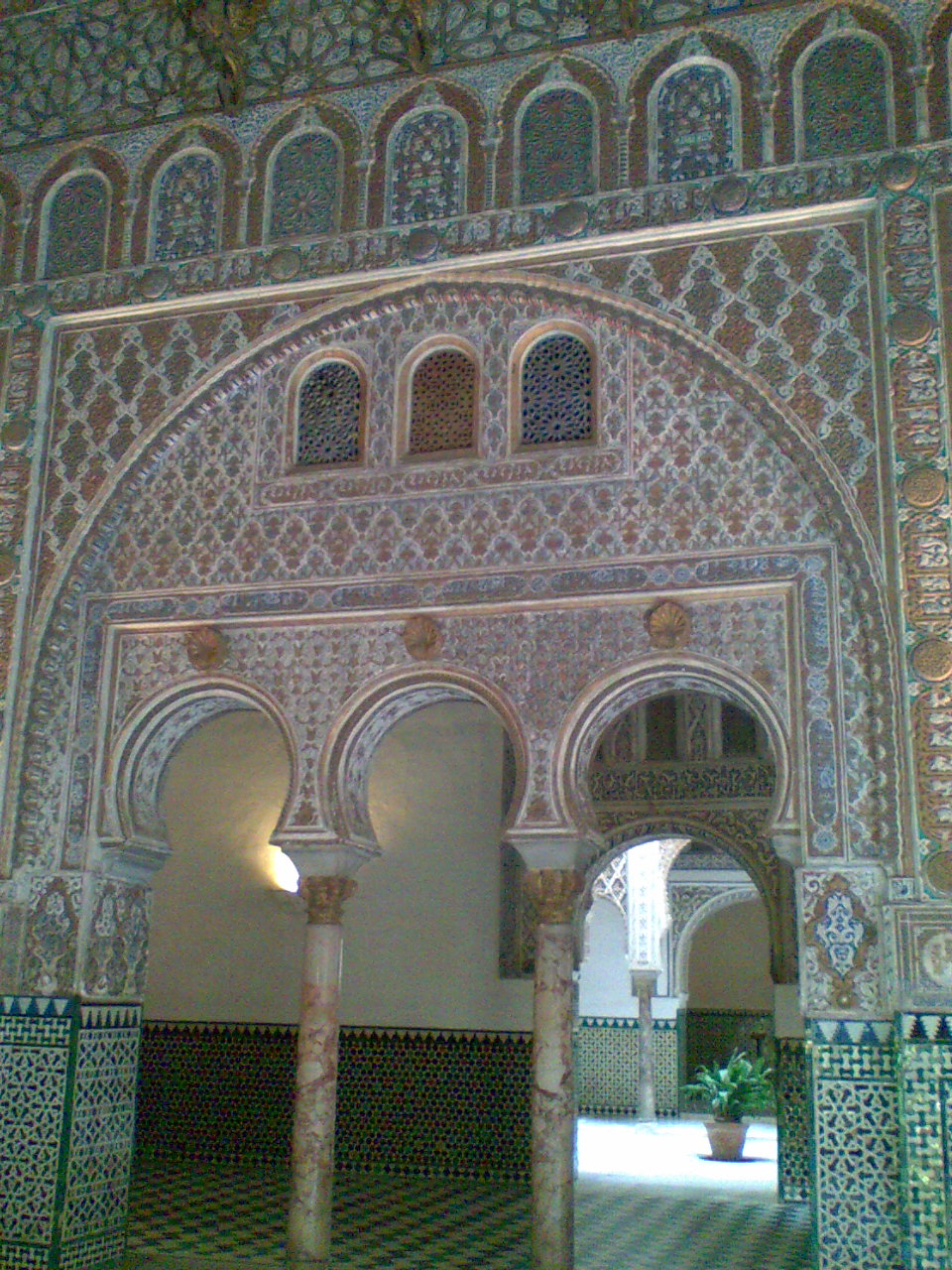
Real Alcázar de Sevilla. El palacio de Pedro I es un gran exponente del arte mudéjar

Musa ibn Nusair cruzó el estrecho con un ejército de entre 22 000 y 25 000 hombres y procedió a la conquista del territorio visigodo. En el 712 ocupó Medina Sidonia, Carmona, Sevilla, Fuente de Cantos y, seguidamente, atacó Mérida, poniendo sitio a la ciudad, que resistió un catorce meses, hasta el 30 de junio del 713.
En el 713, mientras Musa sitiaba Mérida, Sevilla se sublevó y fue su hijo Abd al-Aziz ibn Mussa, el encargado de sitiarla y derrotar a los sublevados. Abd al-Aziz también someterá la región del Algarve. Después, desde su base sevillana, fue a someter las provincias de Málaga, Granada y Murcia. En el 714 Musa se fue a ver al califa de Damasco, Walid I y dejó Al Ándalus a cargo de su hijo Abd al-Aziz, que se estableció en Sevilla hasta su muerte en el 716.
En el 716 la capitalidad de Al Ándalus se estableció en Córdoba.
Los musulmanes que ocuparon la ciudad la llamaron Hims. Los cristianos mozárabes llamaban a la ciudad Ixbilia, derivado del antiguo nombre de Híspalis. Ya en los últimos tiempos de la presencia musulmana en la ciudad, en los que existe una gran influencia de los cristianos, cuando la nuera de Al-Mutámid se casó con el rey Alfonso VI de León, es cuando los musulmanes empiezan a llamar a la ciudad Ixbilia o Sbilia.
Al Ándalus fue un emirato dependiente de Damasco. El emirato se hizo independiente con Abderramán I, en el 773. Sevilla sería cabeza de una cora.
Se favoreció la expansión de la religión musulmana mediante concesiones a los cristianos que se convirtieran al islamismo (muladíes) y que no gozaban los que permanecieran cristianos (mozárabes).
Salvo un pequeño impuesto religioso pagado por los musulmanes, la mayor parte de la fiscalidad, recaía sobre los dhimmis (cristianos y judíos que vivían entre musulmanes). Este era el motivo por el que se toleraba al dhimmi, otorgándole, no obstante, un lugar como ciudadano de segunda fila y recordándole continuamente su estado de inferioridad. Los dhimmis tenían que enfrentarse a actitudes de las masas que agitadas por los alfaquíes, exhibían habitualmente actitudes intransigentes hacia los cristianos, desde insultos o agresiones en la vía pública, denuncias ante los cadíes, hasta llegar, en casos extremos, a asaltos a los barrios de dhimmis acompañados de saqueos y matanzas. La tan repetida historia de la convivencia religiosa no corresponde a los hechos históricos.
Por los años 830 se construyó la mezquita de Ad-Abbas, que actualmente ocupa la iglesia del Salvador.
El 1 de octubre de 844, estando la mayor parte de la península ibérica controlada por el Emirato de Córdoba, un grupo de aproximadamente 80 barcos vikingos, después de haber intentado saquear Asturias, Galicia y Lisboa (ciudad que consiguieron a su regreso), ascendió por el Guadalquivir hasta llegar a Sevilla, atacó la ciudad durante siete días causando un gran número de bajas humanas y haciendo numerosos rehenes con la intención de pedir rescate, —otro grupo quedó en Cádiz para saquearla—. Mientras llegaba el dinero, se quedaron esperando en la isla Menor o Qabtîl (una de las islas del río). Entre tanto, el emir de Córdoba, Abderramán II, preparó un contingente para enfrentarse a ellos. El 11 de noviembre se entabló una batalla campal en los terrenos de Tablada. Los resultados fueron catastróficos para los invasores, que sufrieron mil bajas; cuatrocientos fueron hechos prisioneros y ejecutados, unas treinta naves fueron destruidas, siendo los rehenes liberados. Con el tiempo, el reducido número de supervivientes se convirtió al islamismo, instalándose como granjeros en la zona de Coria del Río, Carmona y Morón, dedicándose a la ganadería y producción de productos lácteos (origen de los reputados quesos sevillanos). Los vikingos realizaron varias incursiones más en los años 859, 966 y 971, pero con intenciones más diplomáticas que conquistadoras; aunque un intento de conquista en el año 971 quedó frustrado, siendo la flota vikinga totalmente aniquilada.
Al Ándalus fue convertida en califato con Abderramán III, en el 929.

#### Taifa de Sevilla
Tras la caída del califato de Córdoba, se creó la taifa de Sevilla en el 1023. Esta taifa estuvo gobernada por la familia abadí Banu Abbad. El segundo soberano de la taifa de Sevilla, Al-Mu'tadid, está considerado el más poderoso de todos los reyes de taifas.
En el 1063 Fernando I de León llegó a tierras sevillanas saqueándolas. Al-Mu‘taḍid se vio obligado a comprar la paz al castellano mediante el pago de un tributo anual. Ese año, el rey sevillano envió a León los restos de san Isidoro de Sevilla.
El cuarto y último soberano de esta taifa fue el rey poeta Al-Mutámid.
En el 1079 el rey Alfonso VI encargó a Rodrigo Díaz de Vivar, el Cid Campeador, que fuese a Sevilla a cobrar las parias a Al-Mutámid. Aquel año, tuvo que defender la taifa de Sevilla de un ataque llevado a cabo por la taifa de Granada, con apoyo de algunos nobles cristianos. El Cid logró salir victorioso en la Batalla de Cabra.

#### Periodo almorávide

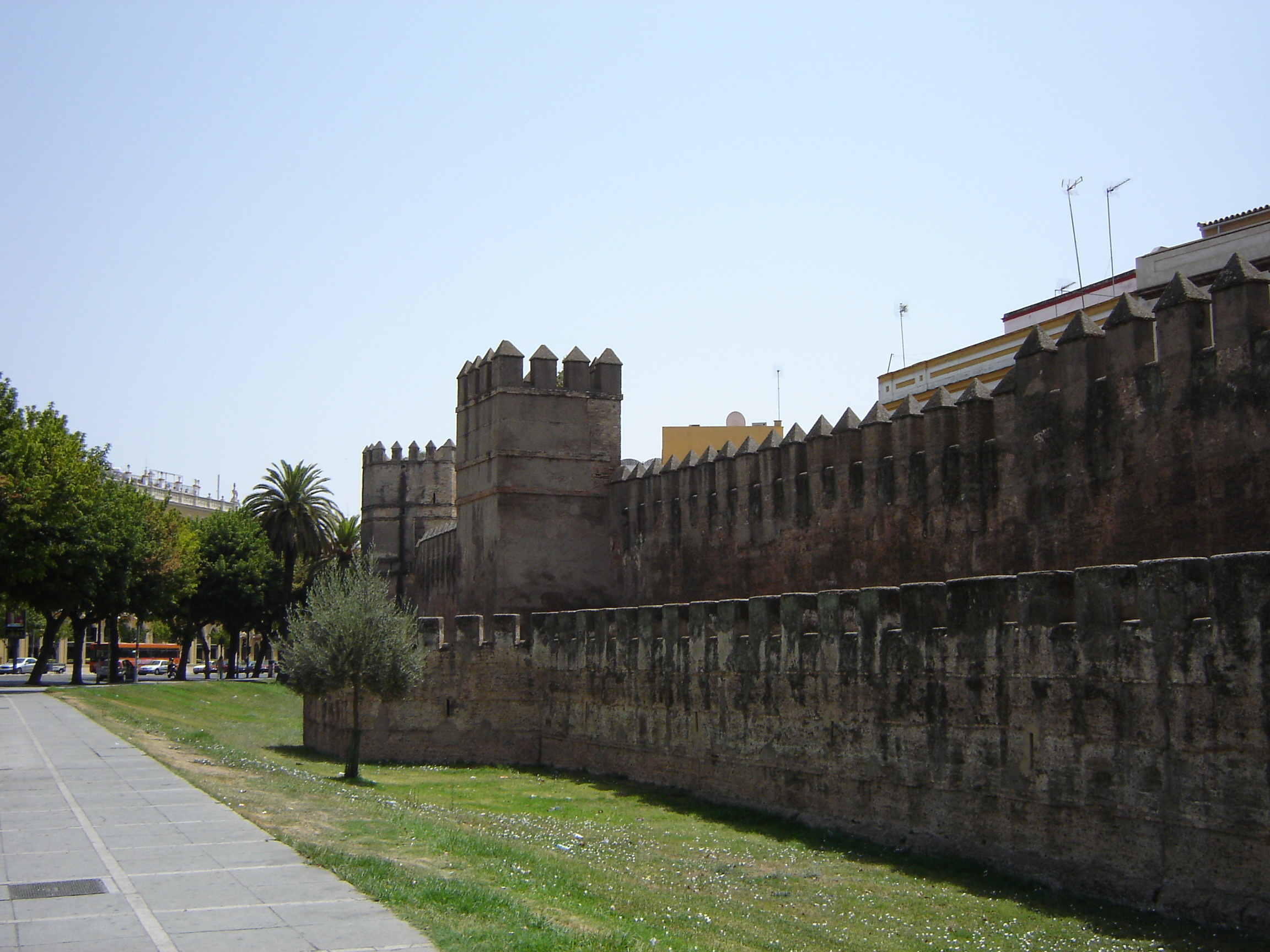
Murallas de Sevilla. Según el historiador Ibn Galib, las primeras murallas de piedra de la ciudad fueron construidas por Julio César. Las actuales son de la etapa musulmana.

Al-Mutámid decidió dejar de pagar las parias a Alfonso VI y pedir ayuda al soberano almorávide Yúsuf ibn Tašufín. Este estableció una base en Algeciras y conquistó las taifas de Granada y Málaga. Antes de regresar al norte de África, dejó a cargo de los territorios conquistados a su primo Sīr ibn Abī Bakr, que terminó por conquistar la taifa de Sevilla en el 1091.
En otoño de 1126 los almorávides expulsaron a todos los cristianos mozárabes de Al-Ándalus. Los deportados provenientes de Granada, Sevilla y Córdoba fueron a parar a las afueras de Mequinez y Salé, en Marruecos. Hubo otra deportación de cristianos al norte de África en el 1138.

#### Periodo almohade
Los almohades, bajo el gobierno del califa Abd al-Mumin, tomaron Sevilla el 17 de enero de 1147. En 1156, el heredero y futuro califa, Abu Yaqub Yusuf fue nombrado gobernador de la ciudad. Hacia el 1159-1160, cuando Muhámmad ibn Mardanís atacó Sevilla, se reforzaron las fortificaciones.
En 1162, Abd al-Mumin designó a Córdoba como capital de Al-Ándalus. Tras la muerte del califa en 1163, su hijo, Yusuf I, puso la capital de Al Ándalus en Sevilla.
Yusuf I se hizo califa en el 1168. En el 1170 los almohades decretaron una nueva expulsión de los cristianos de Al Ándalus al norte de África.
Hacia 1168-1169, el califa Yusuf I ordenó reconstruir la muralla por el lado del río, después de que fuese destruida por una gran crecida. Entre 1170 y 1172 se construyeron el puente de barcas, el palacio de La Buhaira y se reconstruyó el acueducto romano de los Caños de Carmona.
Se inició la construcción de una nueva mezquita mayor, en el solar que actualmente ocupa la catedral, y que reemplazaba a la existente en la plaza del Salvador. La construcción de la nueva mezquita mayor comenzó en abril-mayo de 1172 y finalizó en febrero de 1176 (aunque el primer sermón no se pronunció hasta abril de 1182). El alminar de la mezquita fue construido entre 1184 y 1198 por Ahmad Ben Baso, y es la parte inferior de la actual Giralda.
La existencia de una colonia de genoveses en Sevilla data del siglo XII y hay noticias de que el 6 de junio del 1167 llegó a la ciudad un cónsul de la ciudad de Pisa.
La Torre del Oro fue construida entre 1220 y 1221.
Abu El-Ola fue nombrado gobernador de Sevilla en 1224. Se proclamó califa en Sevilla en 1227, sublevándose contra su hermano Abu Muhámmad al-Ádil, en cuyo nombre gobernaba. Tomó el nombre de al-Mamún y, en 1229, se trasladó a África con un poderoso ejército declarando la guerra a Yahia, quien había asesinado a al-Ádil para posesionarse de la soberanía marroquí. Dejó en Sevilla como gobernador a su hijo Abulhasán. Sin embargo, en 1228, Ibn Hud se había rebelado en la Región de Murcia, se había proclamado emir y logró hacerse con la adhesión de todo Al-Ándalus salvo Valencia y Niebla. En el caso de Sevilla, los notables de la ciudad destituyeron al hijo de al-Mamún y reconocieron a Ibn Hud. La ciudad permaneció bajo el poder de Ibn Hud hasta la muerte de este en 1238, exceptuándose el periodo de revuelta dirigido por Abu Marwan al-Bají con la ayuda de Ibn al-Ahmar, entre 1232 y 1234.
Al-Rasid, hijo de al-Mamún, fue el último de los califas almohades que llegó a ejercer una cierta influencia en al-Ándalus, como denota la momentánea vuelta a su obediencia de Sevilla, la principal ciudad islámica peninsular, en 1238. Al-Rasid murió en 1242.
Con su sucesor, Abu l-Hasan 'Ali al-Sa'id, la influencia almohade en la península se redujo a la nada y los almohades fueron incapaces de socorrer a los musulmanes de Al-Ándalus mientras Fernando III avanzaba por el valle del Guadalquivir.
Posteriormente, Sevilla pasó a rendir obediencia al emir hafsí Abu Zakariyya Yahya I, que se encontraba en Túnez. Pero cuando llegaron sus hombres a la ciudad, cometieron diversos desmanes. En 1245 o 1246 Ibn al-Yadd expulsó al gobernador hafsí, Abú Fares, y quedó como principal de Sevilla, firmando una tregua con Fernando III. Los elementos contrarios a este acuerdo le asesinaron y su líder, Axataf, pasó a ser el nuevo gobernante de Sevilla.

### SigloXIII: Conquista castellana

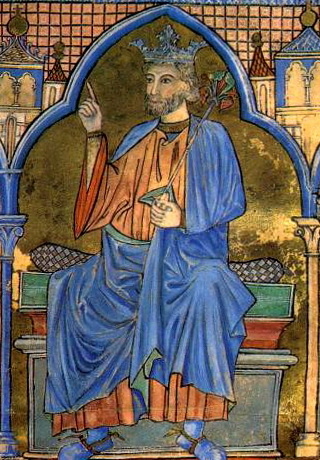
Fernando III de Castilla

El rey cristiano Fernando III de Castilla y León inició la conquista de Andalucía. Tras conquistar Córdoba (1236) y Jaén (1246), se apoderó de las poblaciones del entorno sevillano, como Carmona, Lora del Río y Alcalá del Río, situándose el ejército en las proximidades de la ciudad. El asedio se prolongó durante quince meses. La acción decisiva se llevó a cabo en mayo de 1248, por Ramón de Bonifaz, que remontó el Guadalquivir, rompiendo el puente que conectaba Sevilla con Triana y que permitía el abastecimiento de la ciudad a través del Aljarafe. La ciudad se rindió el 23 de noviembre de 1248.
Aunque no existía capital permanente (Burgos y Toledo se disputaban la prelación, pero la residencia real y la corte eran itinerantes), a partir de ese momento Sevilla fue una de las ciudades que con más frecuencia alojaban a la corte. El 30 de mayo de 1252 el rey Fernando III murió en el Alcázar. Fue enterrado en la Capilla Real de la Catedral de Sevilla. Tuvo un epitafio cuadrilingüe (latín, castellano, árabe y hebreo) que hacía honor a su apodo de Rey de las tres religiones. Fernando III el Santo fue canonizado en 1671 y su festividad, el 30 de mayo, es fiesta local de Sevilla, por ser su santo patrón. En la Catedral de Sevilla se encuentran las imágenes de la Virgen de los Reyes y la Virgen de la Sede, que pertenecieron a Fernando III el Santo.

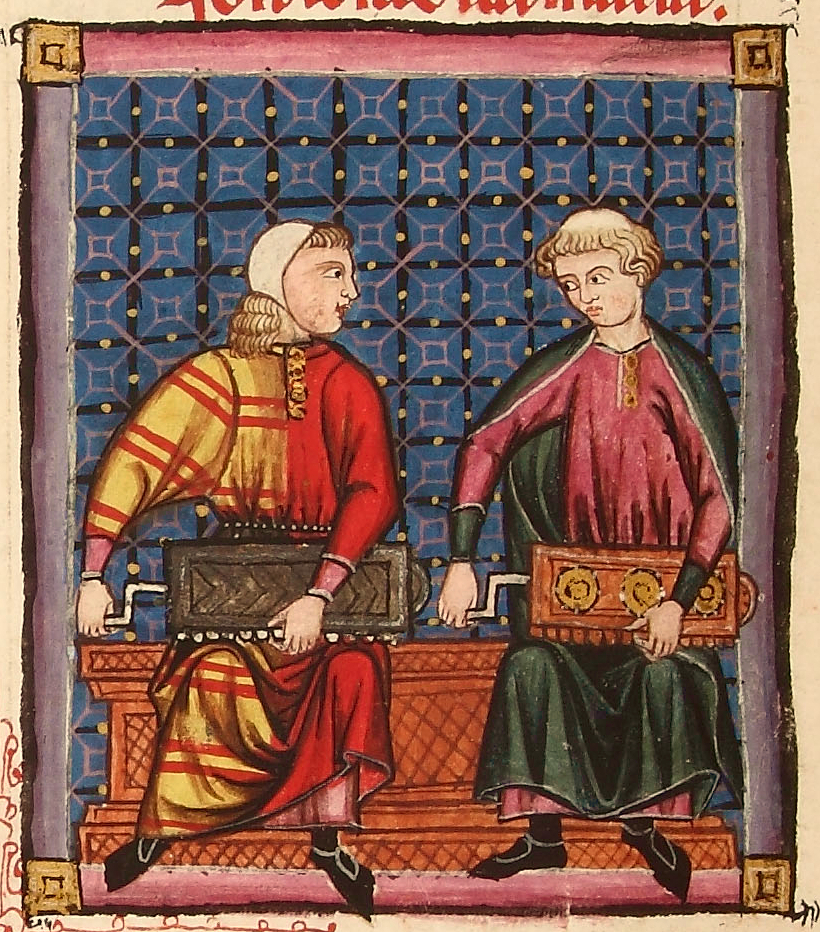
Miniatura de las Cantigas de Santa María

Durante el reinado de Alfonso X el Sabio, Sevilla fue una de las capitales de sus reinos, pues la capitalidad iba rotando entre las ciudades de Toledo, Burgos y Sevilla. En esta época se construyeron la Parroquia de Santa Ana en Triana, el Palacio Gótico del Real Alcázar de Sevilla y la Torre de Don Fadrique. En 1253 el monarca fundó un Estudio General o Universidad, que no tuvo continuidad, por lo que la actual Universidad de Sevilla se cnsidera fundada en 1505. Además el monarca está enterrado en la Capilla Real de lo Catedral, tomplo donde también se encuentren las reliquias conocidas como las Tablas Alfonsíes (no confundir con el libro homónimo). Además, varias Cantigas de Santa María mencionan la ciudad y el Reino de Sevilla.
En el siglo XIII el Concejo de Sevilla tuvo jurisdicción sobre las fortalezas de Morón de la Frontera, Osuna y Cote.

### SiglosXIVyXV
Los siguientes reinados, desde el de Alfonso X el Sabio hasta el de Pedro I el Cruel fueron de habitual presencia de la corte en Sevilla. Alfonso otorgó a la ciudad su emblema (NO-madeja-DO por su fidelidad durante la rebelión de su hijo Sancho). Durante ese tiempo se emprendieron numerosas construcciones de iglesias, no así las obras de la catedral que comenzaron en 1433.
La batalla del Salado (1340) produjo la apertura del estrecho de Gibraltar al comercio naval entre el sur y el norte de Europa y una cada vez mayor presencia de comerciantes italianos y flamencos en Sevilla, punto clave para la inserción de las rutas meridionales de la Corona de Castilla en esas rutas. La peste negra de 1348, el gran terremoto del año 1355 (que causó víctimas y graves desperfectos en numerosos edificios) y las consecuencias demográficas y económicas de la crisis del siglo XIV afectaron a la ciudad de forma muy acusada. El agravamiento de los conflictos sociales encontró una vía de escape en la revuelta antijudía de 1391, suscitada por las predicaciones antisemitas del arcediano de Écija, Ferrán Martínez. La judería de Sevilla, una de las comunidades hebreas más numerosas de la Península, prácticamente desapareció a causa de los asesinatos y las conversiones masivas.  A partir de entonces es la comunidad conversa de los cristianos nuevos la que heredará la condición de chivo expiatorio.
Durante el siglo XV Sevilla experimentó un gran crecimiento, doblando su población y alcanzando un tamaño similar al de Florencia. Era la ciudad más grande de las coronas de Castilla y Aragón, y su reino aportaba entre un 15 y un 20% de todos los tributos castellanos. Tenía una industria productora de jabón, astilleros y la ceca más importante de la corona. Desarrolló un activo comercio marítimo de larga distancia, que se diferenciaba del practicado en el norte de Castilla en la ausencia de control corporativo; para fijar los precios se dejaba operar a la ley de la oferta y la demanda.
Durante una estancia de los Reyes Católicos en Sevilla (1477) que, a demanda del dominico sevillano Alonso de Hojeda, se impulsó la fundación de la Inquisición española. La ciudad fue la elegida para el primer auto de fe, celebrado el 6 de febrero de 1481 donde se condenó a la hoguera a seis presos. En los restos del castillo de San Jorge, donde ocurrió aquel suceso, se situó en el siglo XXI un centro de interpretación para el fomento de la tolerancia. En 1483 fueron expulsados los pocos judíos que quedaban en la ciudad, nueve años antes del Decreto de Expulsión general. Por el contrario permaneció en Sevilla una gran cantidad de conversos, al menos 2000 familias.
En el siglo XIV se acuñó el término Banda Morisca, que hacía referencia a los territorios de la frontera con el reino de Granada que estaban controlados por Sevilla. Durante buena parte de los siglos XIV y XV estuvieron bajo la jurisdicción del Concejo de Sevilla los castillos de Matrera y Arcos de la Frontera. Otras fortalezas que estuvieron bajo control sevillano fueron las de Los Herberos, Quintos, Alcalá de Guadaíra, Gandul, Marchenilla, Utrera, La Membrilla, Los Palacios, Alcantarilla, Lebrija, Las Cabezas de San Juan, Alocaz, El Águila, Troya, Ventosilla, Los Molares, Bao, El Coronil, Bollo, Aguzaderas y Lopera. Del mismo modo, el Concejo de Sevilla tuvo jurisdicción sobre algunas fortalezas de las provincias de Sevilla, Huelva y Badajoz que estaban en dirección a Portugal. Esta área defensiva recibió el nombre de Banda Gallega.

## Edad Moderna

### Finales delsigloXVysigloXVI

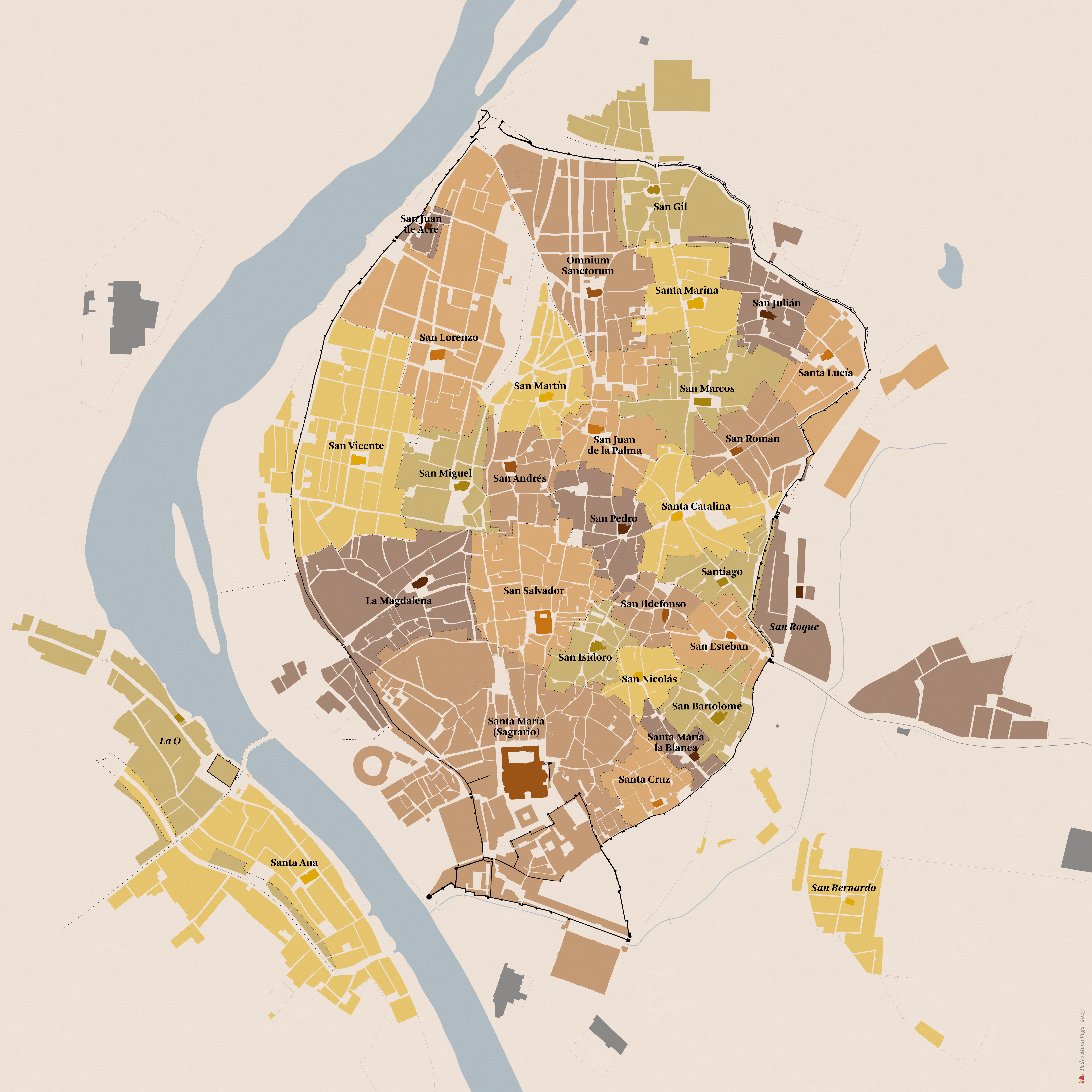
División tradicional de Sevilla en parroquias, ampliamente utilizada durante el Antiguo Régimen

El descubrimiento del Nuevo Mundo en 1492 fue muy significativo para la ciudad, que se convertiría en el puerto de salida europeo hacia América. Era una ciudad cosmopolita y universal, con presencia de genoveses, florentinos y alemanes. A finales del siglo XV ya era uno de los principales puertos castellanos en el comercio, principalmente, con Inglaterra, Flandes y Génova. La minoría islámica sufrió un duro golpe en 1502, cuando los mudéjares fueron obligados a convertirse al cristianismo, llamándose moriscos a quienes lo hicieron, lográndose así la unidad religiosa como base de la unidad nacional.
El puerto sevillano pasó a ser el principal puerto de enlace con América manteniendo un monopolio artificial como vía de entrada y salida de las Indias mediante un asiento otorgado por decreto real. Para su administración, los Reyes Católicos fundaron la Casa de Contratación de Indias en 1503, desde donde se dirigían y contrataban los viajes, controlaban las riquezas que entraban de América y, junto con la Universidad de Mercaderes, se regulaban las relaciones mercantiles, científicas y judiciales con el Nuevo Mundo. Esto conllevó una gran expansión urbana: 85 500 habitantes censados en 1565, de los cuales 6300 esclavos; y 129 400 habitantes en 1588.

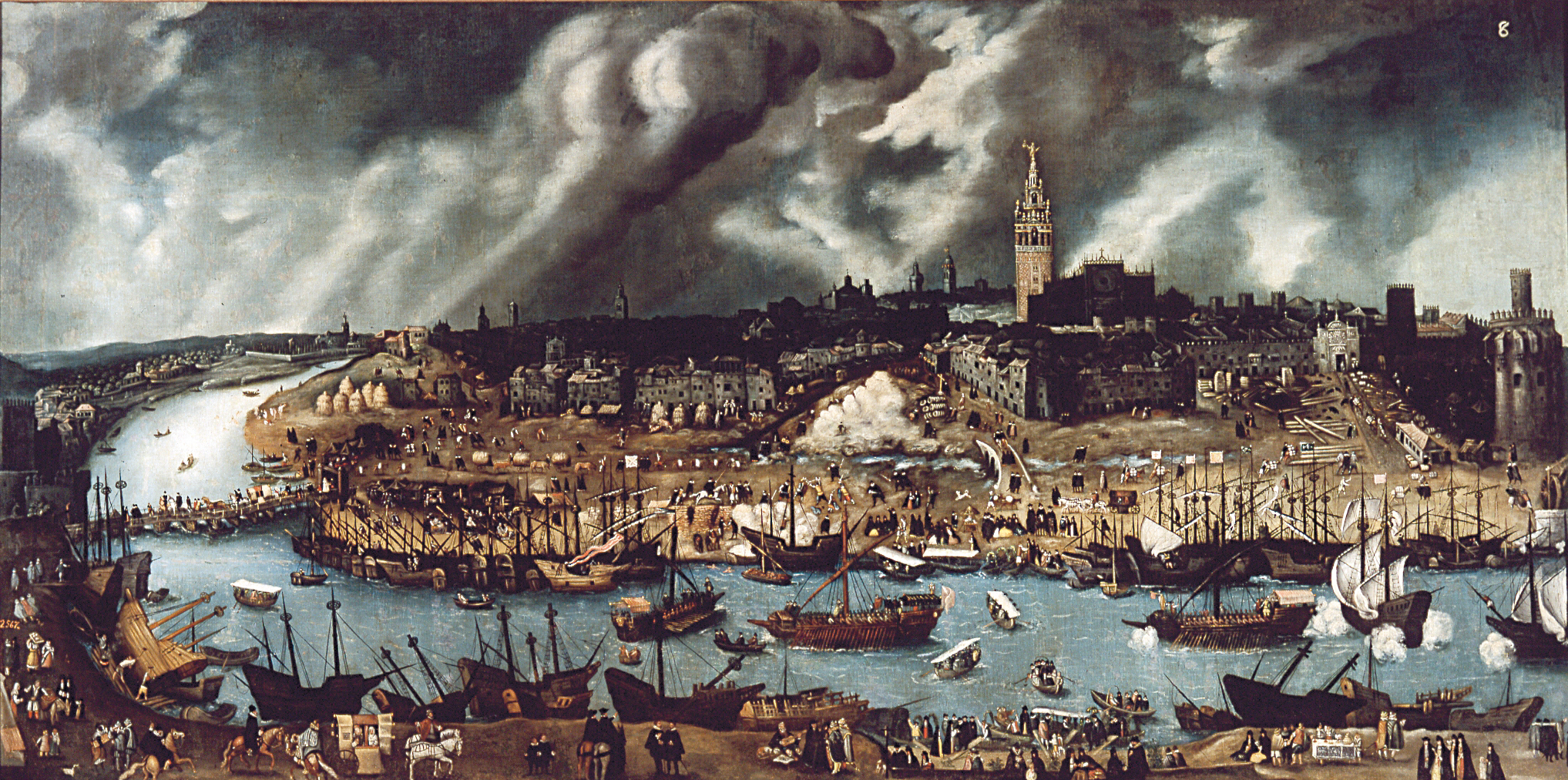
Anónimo, Vista de la ciudad de Sevilla desde Triana en el. Madrid, Museo de América. A través del río Guadalquivir llegaba la Flota de Indias, conformada por galeones que conectaba a la ciudad con los virreinatos americanos. El Puerto de Indias, que en el albergaba un gran número de embarcaciones a lo largo del río Guadalquivir. Se observa al fondo Giralda, a la izquierda el Puente de Barcas y a la derecha la Torre del Oro.

Aunque en Sevilla ya hubo una colonia de mercaderes genoveses en el siglo XII, durante el reinado de los Reyes Católicos llegaron nuevos comerciantes de Génova. Entre finales del siglo XV y comienzos del XVI se instalaron en Sevilla también inmigrantes de otros lugares, como Florencia e Inglaterra.
Durante el siglo XVI Sevilla experimenta un gran desarrollo, es el siglo monumental por excelencia de Sevilla. Gracias al río Guadalquivir y al Puerto de Sevilla, denominado en aquellos tiempos Puerto de Indias, se impulsa el período de máximo esplendor de la ciudad.
Los más importantes edificios del centro histórico son de esta época: Catedral (terminada en 1506); la Casa Lonja de cargadores a indias, que sería adaptada como Archivo General de Indias por orden de Carlos III en el siglo XVIII, el remate de la Giralda (campanario y Giraldillo: 1560-1568), el nuevo Ayuntamiento (1527-1564), el Hospital de las Cinco Llagas (1544-1601), la iglesia de la Anunciación (1565-1578), la Real Audiencia de los Grados (1595-1597), la ampliación y reforma de la medieval Casa de la Moneda (1585-87) y otros edificios nuevos como la Casa Pilatos, el Palacio de las Dueñas o la Iglesia del Salvador.
La ciudad tomó parte en el florecimiento cultural del Siglo de Oro español. Esto tendría su reflejo en las artes, en especial la arquitectura, la pintura, la escultura y la literatura.
Famosas y productivas fueron las fábricas de jabón que se constituyeron en el barrio de Triana, así como la artesanía de la seda (exportadas a toda Europa) y la cerámica, que se contaban más de cincuenta fábricas. El primer banco de la ciudad fue fundado en 1508 por los genoveses Battista y Gaspare Centurione.
Gracias al mecenazgo de Catalina de Ribera se crea el Hospital de las Cinco Llagas, para reunir en una única ubicación las dependencias sanitarias existentes. También en los primeros años del siglo XVI la preocupación por contar en Sevilla con estudios superiores se plasmó en la fundación del Colegio Santa María de Jesús por Maese Rodrigo Fernández de Santaella. Esta institución fue el germen de la futura Universidad de Sevilla que, junto con el uso de la imprenta, propiciaron el desarrollo de un mundo literario sevillano de gran importancia.
Su condición de Puerto de Indias también la llevó a ser residencia de geógrafos y cartógrafos, como Américo Vespucio, que falleció en la ciudad el 22 de febrero de 1512. El 11 de marzo de 1526 Carlos I contrae matrimonio en la ciudad con Isabel de Portugal.
Sevilla se configuró como un centro importante de las letras. La imprenta llegaría a América a través de la imprenta hispalense de Juan Cromberger. La Sevilla del Siglo de Oro contó con la presencia de personajes clave de la literatura universal como Mateo Alemán, Miguel de Cervantes y Lope de Vega.
En 1592 los jesuitas fundaron en la ciudad el Colegio Inglés de San Gregorio Magno. Su propósito era formar a misioneros ingleses que ejercerían su ministerio en su tierra natal. Esta institución desapareció con la expulsión de los jesuitas de España en 1767.

### SiglosXVIIyXVIII

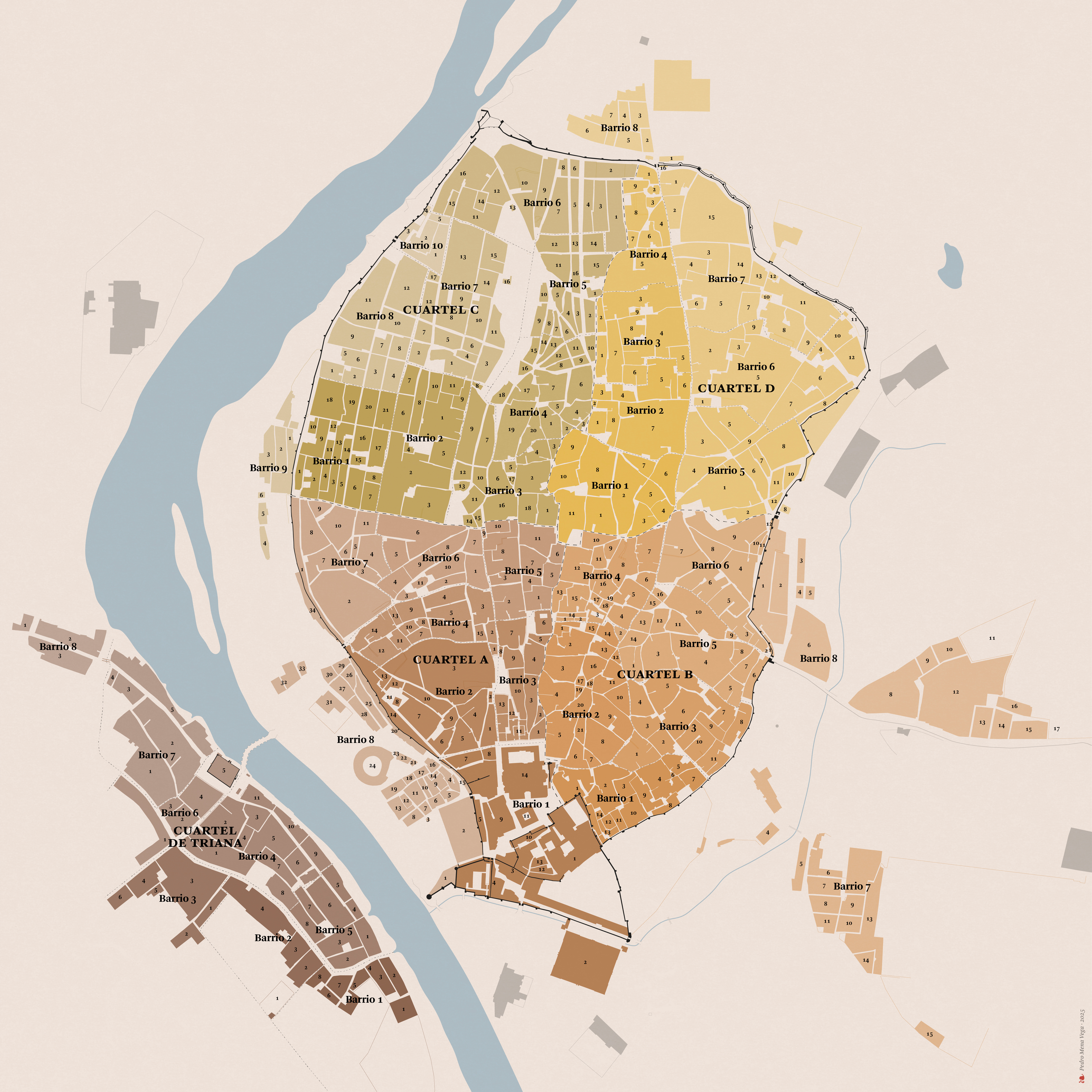
División de Sevilla en cuarteles, barrios y manzanas, llevada a cabo por el asistente Pablo de Olavide

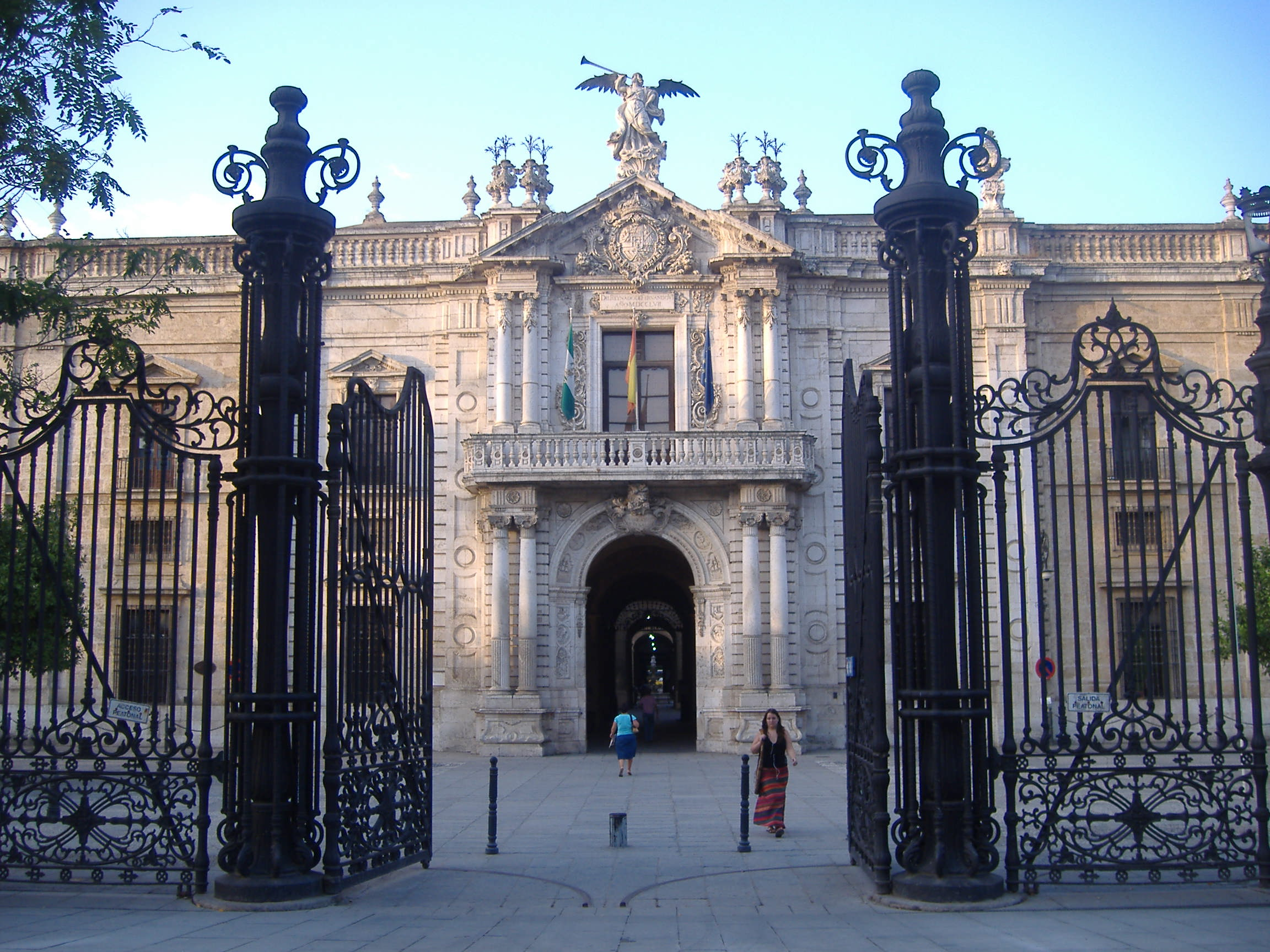
Fachada principal de la Real Fábrica de Tabacos, edificio industrial sevillano del s}}Siglo|XVIII||

En 1614 llega a España una embajada japonesa encabezada por Hasekura Tsunenaga para establecer relaciones diplomáticas entre Occidente y Japón en lo que se conoce como Embajada de Keisho. La expedición recorrió el Pacífico hasta Nueva España y luego el Atlántico hasta llegar a Andalucía. Remontó el Guadalquivir hasta Coria del Río y fue primero a Sevilla, luego a Madrid a ver al Rey, y luego zarparon de Barcelona con destino a Roma a ver al papa. En el viaje de vuelta visitarían España de nuevo pero muchos japoneses decidieron quedarse en Coria del Río a residir y en la actualidad sus descendientes llevan el apellido Japón.
En 1611 los jesuitas fundaron en la ciudad el Colegio Irlandés. Este fue extinguido, junto con el Colegio Inglés, al producirse la expulsión de los jesuitas de España en 1767.
En los siglos XVII y XVIII Sevilla cae en una profunda decadencia económica y urbana. Se sospecha que en la gran epidemia de peste de 1649 murieron aproximadamente 60 000 personas, el 46 % de la población existente, pasando Sevilla de 130 000 a 70 000 habitantes.
En 1671 existían en la ciudad 45 monasterios de frailes y 28 de monjas. En ella había franciscanos, concepcionistas, dominicos, agustinos, jesuitas, mínimos, cartujos, mercedarios, obregones, trinitarios, jerónimos, filipenses, carmelitas calzados y descalzos, benedictinos y basilios. El arte barroco, a menudo religioso, florece en pintura con nombres como Valdés Leal, Murillo y Zurbarán y en escultura con Martínez Montañés y Juan de Mesa. De esta época datan un gran número de iglesias y retablos así como muchas de las imágenes, pasos y costumbres de la Semana Santa sevillana.
En mayo de 1700 se aprobó la fundación de la Regia Sociedad de Filosofía y Medicina de Sevilla, la primera de España de esta clase.
El inicio del nuevo siglo trajo un urbanismo ilustrado que, partiendo de elementos ya presentes en el Barroco, buscaba la monumentalidad y el realce de los principales edificios de la ciudad a través de la perspectiva. Una muestra de ello fueron las intervenciones que se llevaron a cabo en el entorno de la catedral para eliminar inmuebles anejos y dejar la catedral exenta. En cuanto al caserío, se trató de corregir el trazado irregular del callejero mediante la intervención pública en las nuevas construcciones. En 1789 comenzaron a exigirse licencias de obras.
En 1717 la nueva administración borbónica ordenó el traslado de la Casa de Contratación de Sevilla a Cádiz, puerto mejor adaptado al comercio transatlántico. Sevilla pierde así una gran parte de su importancia económica y política. El terremoto de Lisboa de 1755 también se sintió en los inmuebles de la ciudad afectando incluso a la Giralda y llegando a causar 9 víctimas.
Las primeras referencias del consumo de tabaco en España se atestiguan en Sevilla. También la primera fábrica de tabacos del país se asienta en esta ciudad. Se trata de la Real Fábrica de Tabacos, cuya construcción se inicia en 1728 y que es uno de los primeros grandes proyectos de edificio industrial en la Europa moderna.

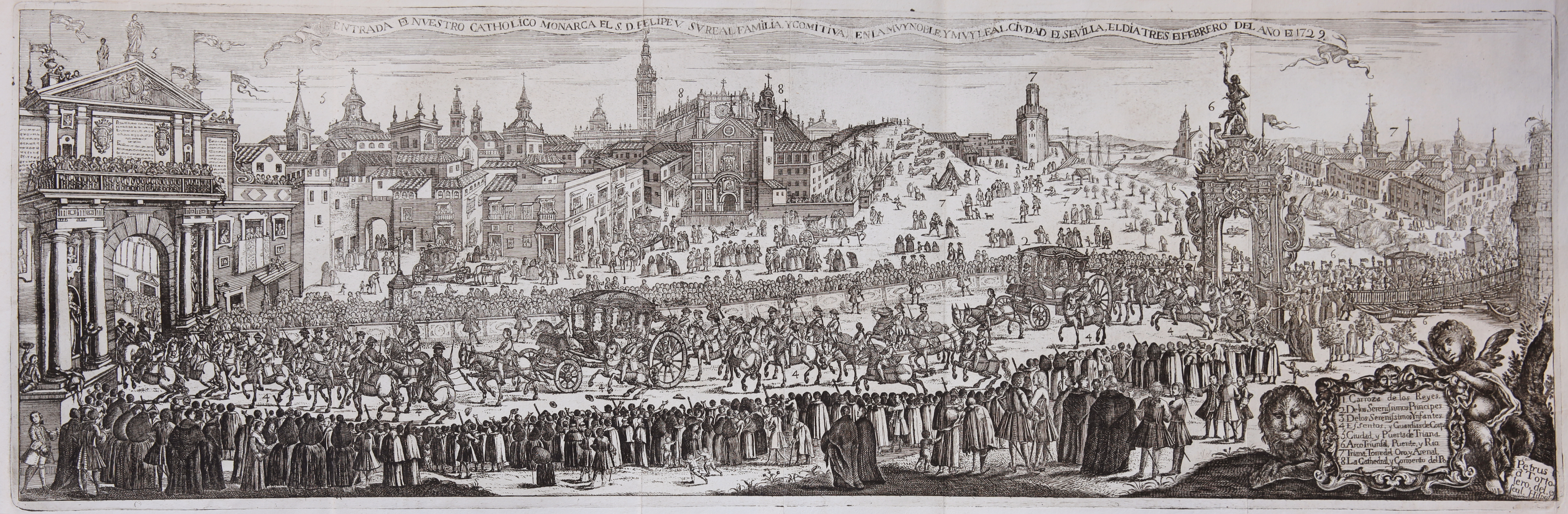
Entrada de Nuestro Catholico Monarca el S.D. Felipe V, su Real Familia y comitiva, en la muy noble, y muy leal Ciudad de Sevilla, el día 2 de febrero del año de 1729, por Pedro Tortolero.

Entre febrero de 1729 y mayo de 1733 el rey Felipe V puso su corte en el Alcázar de Sevilla. A este periodo se le conoce como el Lustro Real. En noviembre de 1729 se firmó el Tratado de Sevilla entre España, Francia e Inglaterra. Durante su estancia en Sevilla realizó excursiones a Castilblanco de los Arroyos, Cazalla de la Sierra, Granada y la costa gaditana.
Durante la asistencia de Ramón Larumbe (1760-1767) se inició la urbanización del área intramuros de la Laguna, que hasta entonces había sido un solar marginal caracterizado por el ejercicio de la prostitución.
Con la edición de un periódico llamado Hebdomadario curioso, noticioso, útil sevillano en 1758, Sevilla se convierte en la decana española de la prensa provincial.

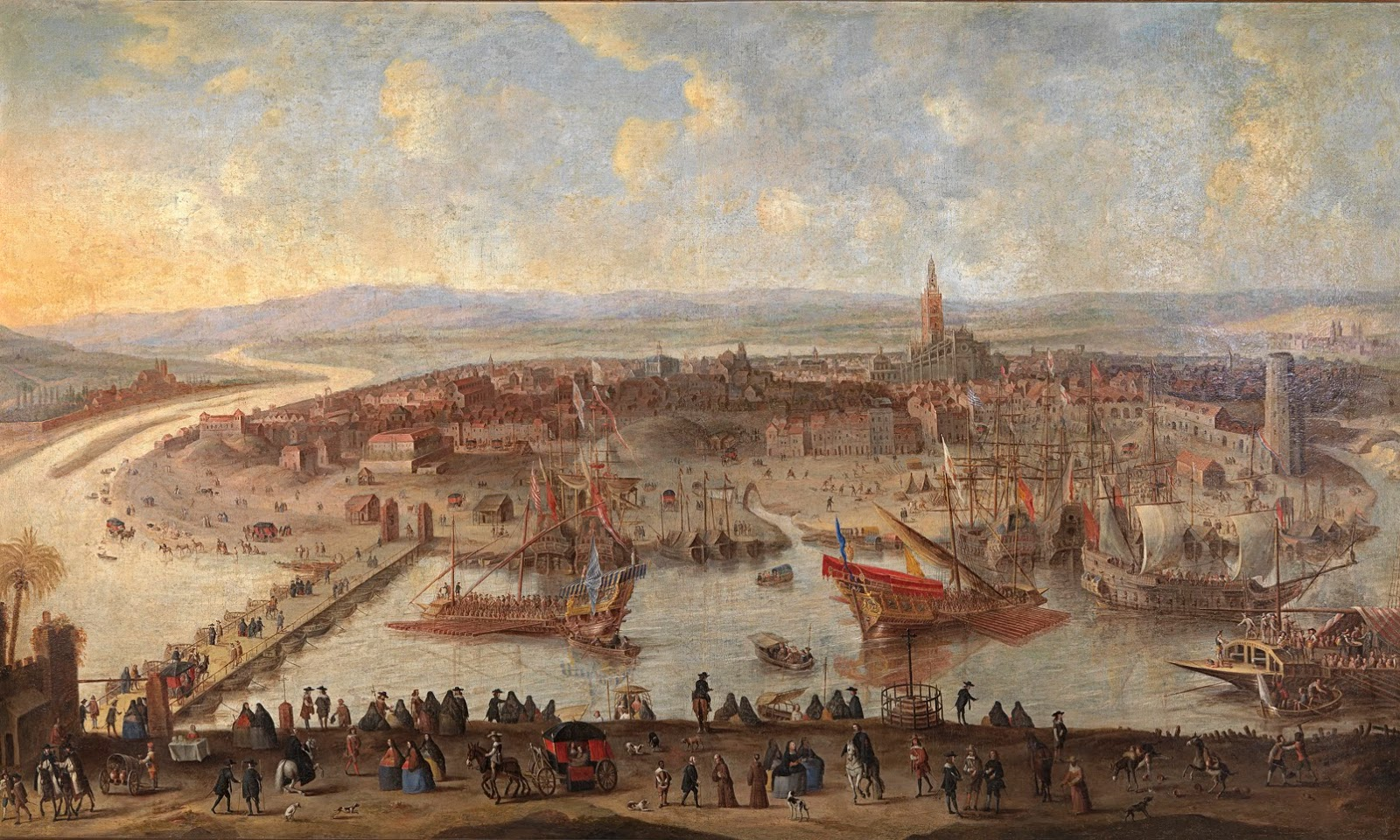
Sevilla. Anónimo, Sevilla c. 1640. Barcelona, Colección particular. Muestra los barcos por el Guadalquivir y el Puente de Barcas. Era una estampa propia de Sevilla por monopolio del comercio con el Nuevo Mundo durante más de dos siglos.

## Edad Contemporánea

### SigloXIX

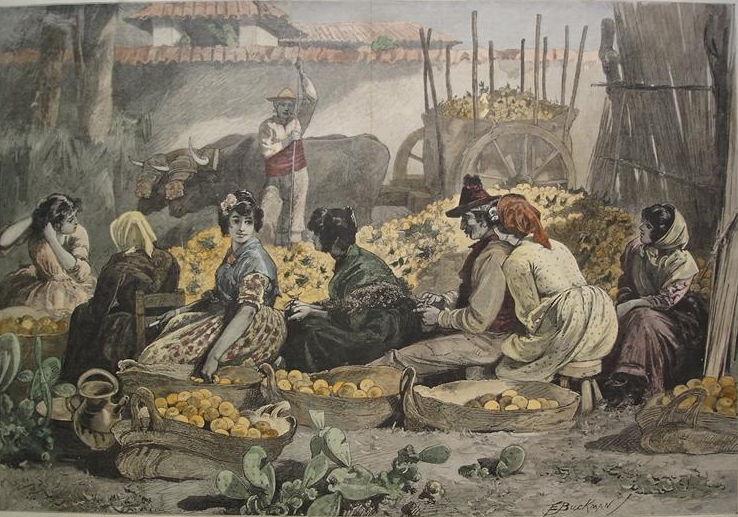
En el soleado sur. Empacando naranjas en el mercado de Sevilla. Xilografía coloreada a mano de E. Buckman. Las naranjas de Sevilla se exportan a Inglaterra desde el. Entonces pasaron a ser parte de la receta de la ginebra Beefeater. La reina Isabel II de Inglaterra consume mermelada de naranjas de Sevilla.

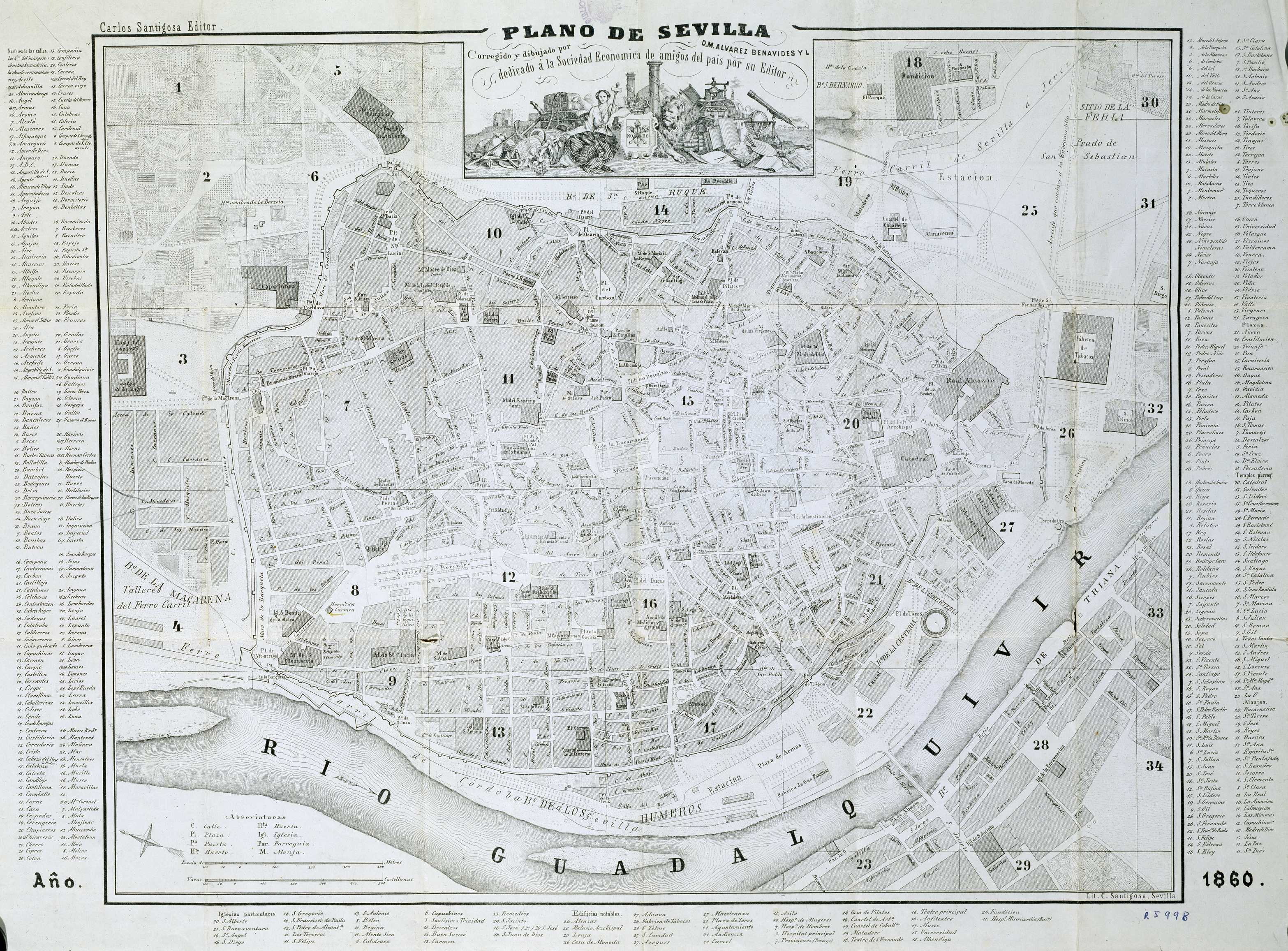
Plano de Sevilla en 1860

El primer año del siglo XIX lo comenzó Sevilla con una epidemia de fiebre amarilla que abarcó toda la ciudad, en cuatro meses fulminó a un tercio de la población.
A comienzos del siglo XIX, en el contexto de la guerra de la Independencia española tiene lugar la invasión francesa de Sevilla. Fueron el mariscal Claude Perrin Victor (duque de Bellune) con sus tropas acompañando al rey José Bonaparte (José I), quienes la ocuparon sin realizar un solo disparo el 1 de febrero de 1810 después de que fuera negociada la rendición por algunas personalidades de la ciudad ante dicho mariscal para evitar el derramamiento de sangre, a pesar de eso el sentimiento antinapoleónico era generalizado.
Se establecieron hasta el 27 de agosto de 1812, fecha en la que hubieron de retirarse tras la batalla del Puente de Triana, librada por un contingente anglo-español. Los franceses no se retiraron sin antes haber saqueado la ciudad de numerosas obras por orden del mariscal francés Jean de Dieu Soult.
En 1815 se funda la Compañía del Guadalquivir, para intentar hacer navegable el río desde Sevilla hasta Córdoba con intenciones mercantiles y de población de zonas marismeñas que al final resultó ser un fracaso. Esta compañía, construyó en 1817 el primer vapor de ruedas fabricado en España en los astilleros de Triana, el Real Fernando que supuso que el tramo fluvial del trayecto Sevilla-Sanlúcar-Cádiz, pasara de hasta ocho o nueve días, debido a la dificultad de la navegación a vela del río, a únicamente nueve horas.
Desde abril de 1823 hasta el 11 de junio del mismo año Sevilla fue la capital de facto de España durante la entrada en España de los Cien Mil Hijos de San Luis, un contingente francés que ayudaría a Fernando VII a restaurar el absolutismo. La llegada de las tropas absolutistas a Sevilla motiva que la capital liberal se traslade a Cádiz, donde los liberales serán derrotados.
Desde 1825 durante el mandato de José Manuel Arjona con la colaboración del arquitecto mayor Melchor Cano, se hace patente la política urbanística en la ciudad.
En 1833 se creó la provincia administrativa de Sevilla. Ese año comenzó el reinado de Isabel II. En 1835 con la desamortización de Mendizábal muchos conventos dejaron de estar en manos de órdenes religiosas y muchas obras de arte que se encontraban en esos conventos y monasterios pasaron a constituir un Museo de Pinturas, que hoy es el Museo de Bellas Artes de Sevilla. En el panorama artístico, el romanticismo provocó una atracción sobre las tradiciones y arquitectura andaluzas y Sevilla fue fuente de inspiración de pintores anglosajones como Laurence Shand o David Roberts, además de una multitud de autores locales. En la Sevilla del romanticismo nacerían Gustavo Adolfo Becquer y su hermano Valeriano Becquer.

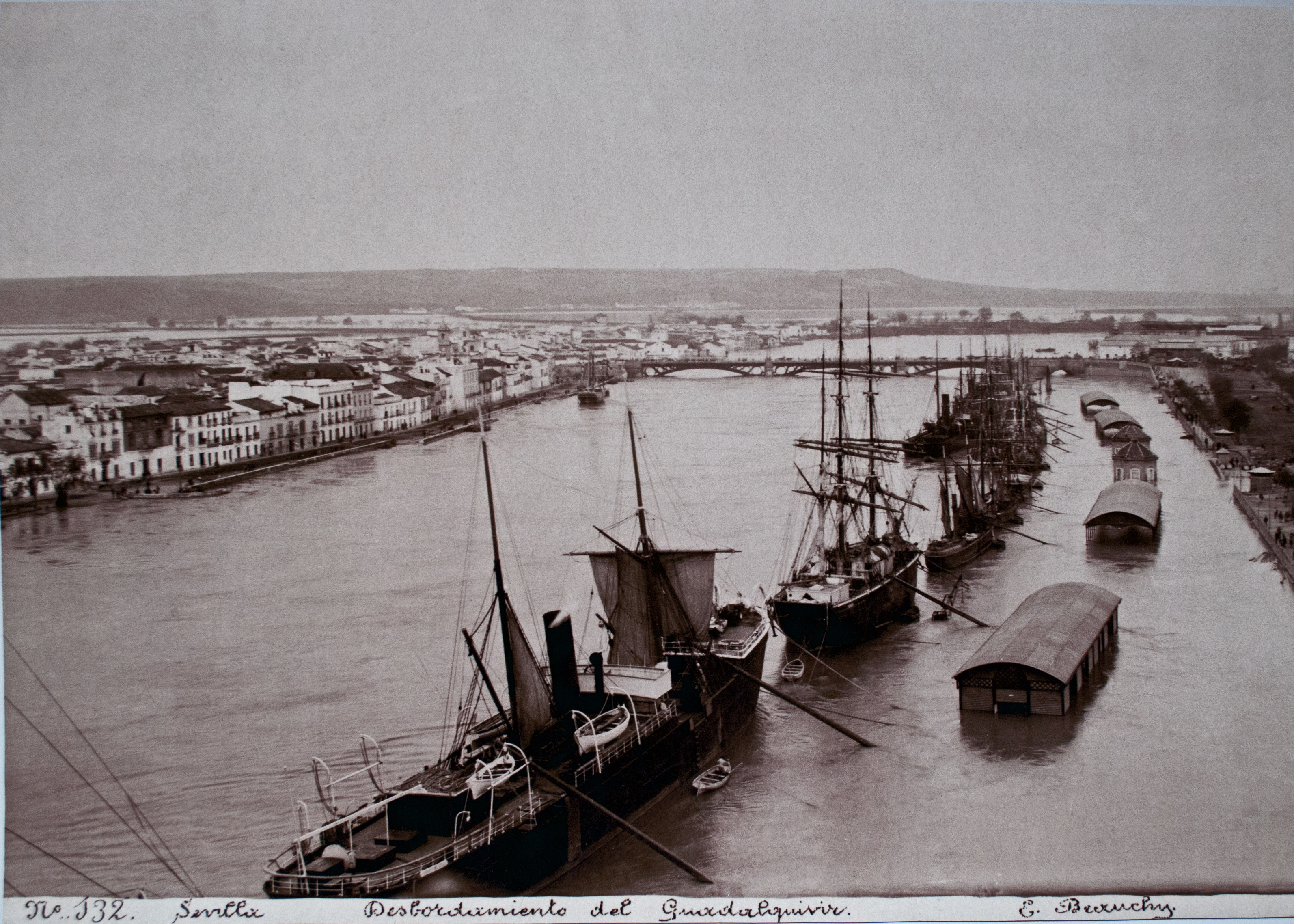
Desbordamiento del río Guadalquivir a su paso por Sevilla, año 1892. Los desbordamientos, tanto del Guadalquivir como del arroyo Tamarguillo causarían estragos a lo largo de la historia de la ciudad y se remediaron en el con canalizaciones.

Llegado el año 1841, Carlos Pickman fundó una fábrica de cerámica, en uno de los monasterios que padeció la desamortización, la Cartuja. En la actualidad la fábrica se encuentra en Salteras. El monasterio pasó a ser el Pabellón Real en la Exposición Universal de 1992.
En los años que reinó Isabel II, la clase burguesa inició una etapa constructora sin igual en la ciudad. De aquella época data el puente de Isabel II (más conocido como puente de Triana). La estancia de los duques de Montpensier en el palacio de San Telmo hicieron parecer Sevilla como si fuera la segunda Corte del Reino. Durante este periodo se completó el alumbrado y se incrementó la pavimentación de las calles, de manera que a principios del siglo XX prácticamente todo el caso antiguo estaba embaldosado.
En 1843 Sevilla se unió a la sublevación contra el regente, el general Espartero. Un conjunto de tropas, lideradas por Antonio van Halen y por Espartero, atacaron y bombardearon la ciudad del 16 de julio al 23 del mismo mes sin conseguir rendirla. Por eso, Isabel II le otorgó a la ciudad el título de Invicta.
Hacia mediados de siglo llegó a Sevilla el ferrocarril, permitiendo el enlace con otras ciudades y provincias. En 1859 se inauguró la línea férrea que conectada la capital hispalense con Córdoba. Un año después se terminaron los trabajos del ferrocarril Sevilla-Jerez de la Frontera, si bien la conexión entre Sevilla y Cádiz no quedaría completada hasta marzo de 1861. Dado que ambas líneas no tenían un enlace ferroviario común, en 1861, cuando la propietaria del ferrocarril Sevilla-Cádiz construyó una conexión de 6 km de longitud que unía ambas líneas al norte de la ciudad. Con tal fin, se construyó una estación de empalme para servir como punto de transbordo de los trenes procedentes de Cádiz y Córdoba. Durante los siguientes años entraron en servicio nuevas líneas férreas: en 1872 se inauguró el ferrocarril de Sevilla a Alcalá de Guadaíra, mientras que en marzo de 1880 entraría en servicio el ferrocarril Sevilla-Huelva.
El primer ensayo de iluminación eléctrica de la ciudad fue realizado por una comisión municipal y la Escuela Industrial en la azotea del ayuntamiento el 8 de septiembre de 1858. En 1888 el propietario del teatro del Duque, Piñal y Alba, solicitó una licencia e instaló una central eléctrica que iluminaba su teatro, la plaza contigua y la calle Sierpes. En 1889 Enrique Bonnet y Ballester, industrial residente en Cádiz, instaló una central eléctrica mayor para la iluminación urbana. En 1894 se creó la Compañía Sevillana de Electricidad. En 1991 Endesa se hizo con el 33% de su capital, convirtiéndose en su principal accionista, y en 1996 se hizo con la mayor parte del capital y la integró en su grupo de empresas. Se integró por completo en Endesa en 1998.
Hacia la segunda mitad del siglo XIX la ciudad inició una expansión apoyada en la construcción del ferrocarril y aprovechando el derribo de parte de sus murallas antiguas. La ciudad crece hacia el este y el sur, produciéndose el ensanche urbano que continuó en las primeras décadas del siglo XX con los edificios construidos con motivo de la Exposición Iberoamericana de 1929. Para acoger este evento, se construyeron edificios ahora considerados emblemáticos de la ciudad como la Plaza de España o la Plaza de América, en la que se levantaron el Museo de Artes y Costumbres Populares, de estilo neomudéjar, y el Palacio del Renacimiento, hoy Museo Arqueológico. También se construyó el famoso Hotel Alfonso XIII. En 1893 la infanta María Luisa de Borbón donó  parte de los jardines del Palacio de San Telmo a la ciudad para construir un parque, el Parque de María Luisa.
Durante el Sexenio Revolucionario tuvo lugar una rebelión cantonal en junio y julio de 1873, de corte federal y social. El Cantón de Sevilla finalmente fue reprimido por las fuerzas del general Pavía el 1 de agosto de 1873.
En 1899 se fundó El Correo de Andalucía, decano de la prensa sevillana, por el cardenal Marcelo Spínola.

### SigloXX

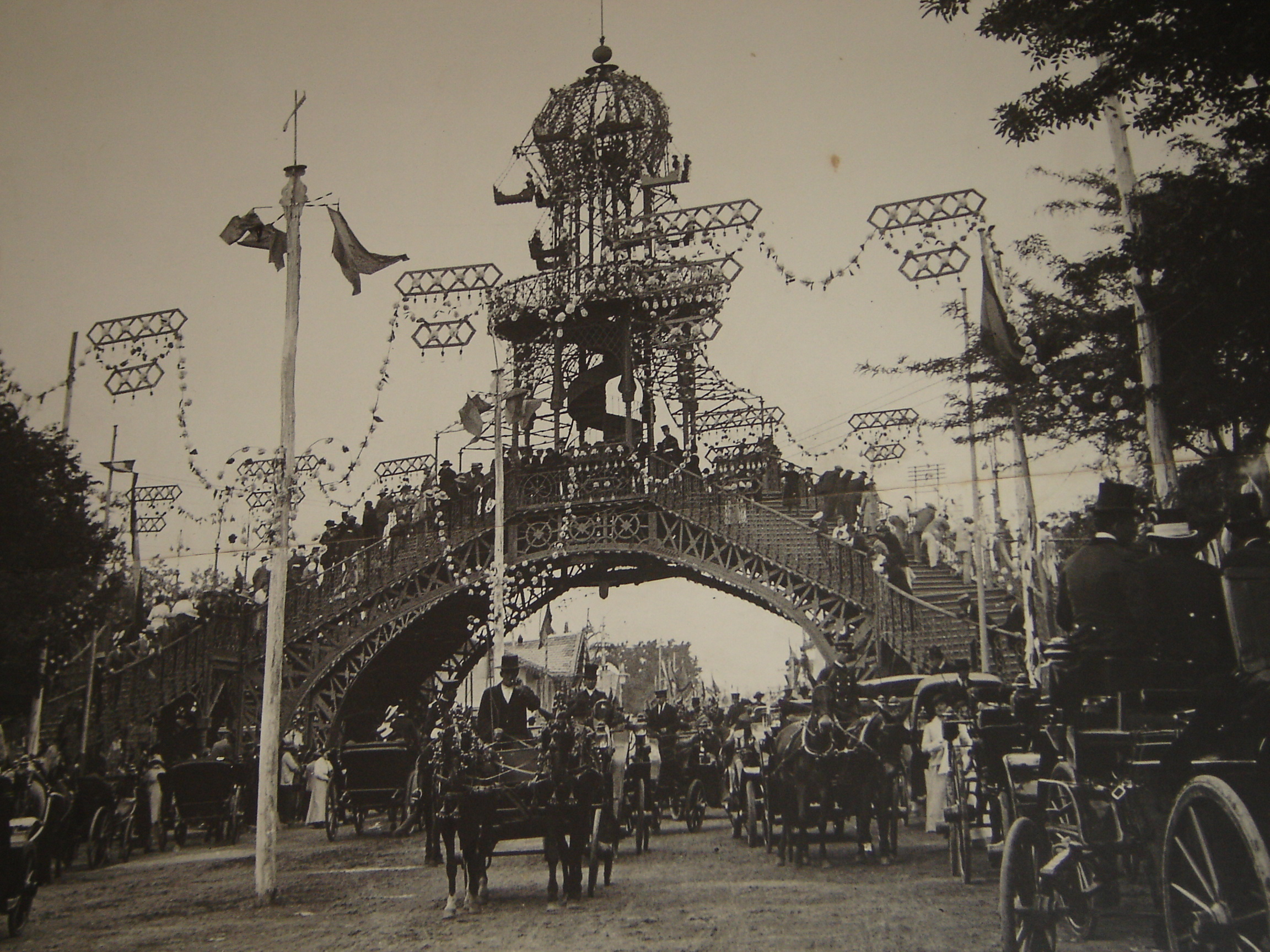
La Pasarela, portada de la Feria de Sevilla entre 1896 y 1921. Esta feria, tal y como hoy se celebra, fue creada en 1846.

Vista aérea de la ciudad en 1928

En 1901 se inaugura la estación de ferrocarril de Plaza de Armas, de la compañía MZA, con una nave de grandes dimensiones (como las propias de entonces), destinada a poder ser transitada y salubre con el paso de locomotoras de vapor. Un año después sería inaugurada la estación de San Bernardo, construida esta por la Compañía de los Ferrocarriles Andaluces.
Durante la segunda mitad del siglo XIX y la primera mitad del siglo XX las pésimas condiciones de la clase trabajadora, obrera y campesina, motivaron la constitución de movimientos sociales contra la burguesía, la nobleza y contra el clero. Sin embargo, una minoría radical partidaria de la propaganda por el hecho protagoniza algunos actos violentos, como la explosión de una bomba de baja intensidad en 1919 durante la salida en procesión de la Hermandad del Gran Poder o el intento de asesinato del arquitecto Aníbal González en 1920 durante una huelga de construcción. La epidemia de gripe de 1918 causó la muerte de entre el 0,3 % y el 0,5 % de la población de la provincia de Sevilla, a pesar de lo cual fue la provincia con la mortalidad más baja de toda la España peninsular.
En 1929 se celebró la Exposición Iberoamericana. Esto supuso la realización de importantes obras arquitectónicas de regionalismo andaluz, como las construcciones del arquitecto Aníbal González o Juan Talavera y Heredia, y la creación de pabellones con detalles de la arquitectura amerindia. Para la Exposición de 1929 construyeron dos plazas: la Plaza de España y la Plaza de América. También en ese mismo año el periódico ABC, un diario de ámbito nacional fundado en 1903 y editado en Madrid, crea una edición con sede en Sevilla.
En 1931 se inaugura el puente de San Telmo, que comunicará el centro de la ciudad con el barrio de Los Remedios.

#### Etapa de la II República y Guerra Civil (1931-1939)

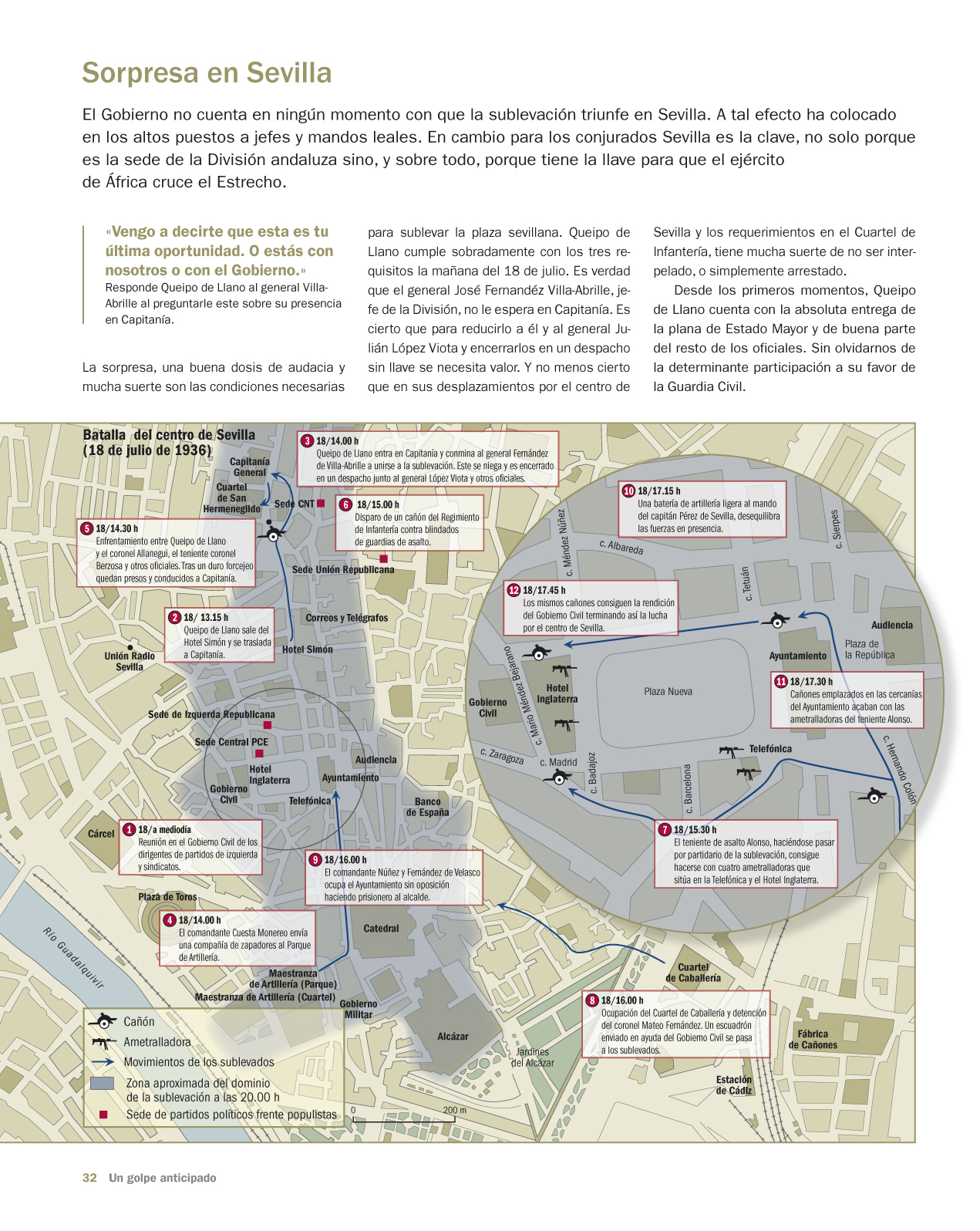
Mapa de los enfrentamientos en el centro de Sevilla el 18 de julio de 1936.

En las elecciones municipales celebradas el 12 de abril de 1931 los partidos republicanos vencen en las principales ciudades españolas. En Sevilla los republicano-socialistas obtienen 57 % de los votos por 39 % de los Coalición Monárquica. Como consecuencia, el rey Alfonso XIII toma el camino del exilio y se proclama la II República.
En julio de 1931, las autoridades republicanas encargan al Ejército destruir un bar, Casa Cornelio, en el norte de la ciudad, que era frecuentado por anarcosindicalistas. El local y las casas colindantes fueron desalojadas y el bar fue destruido con un cañón. En ese mismo sitio se construiría en 1941 la Basílica de La Macarena.

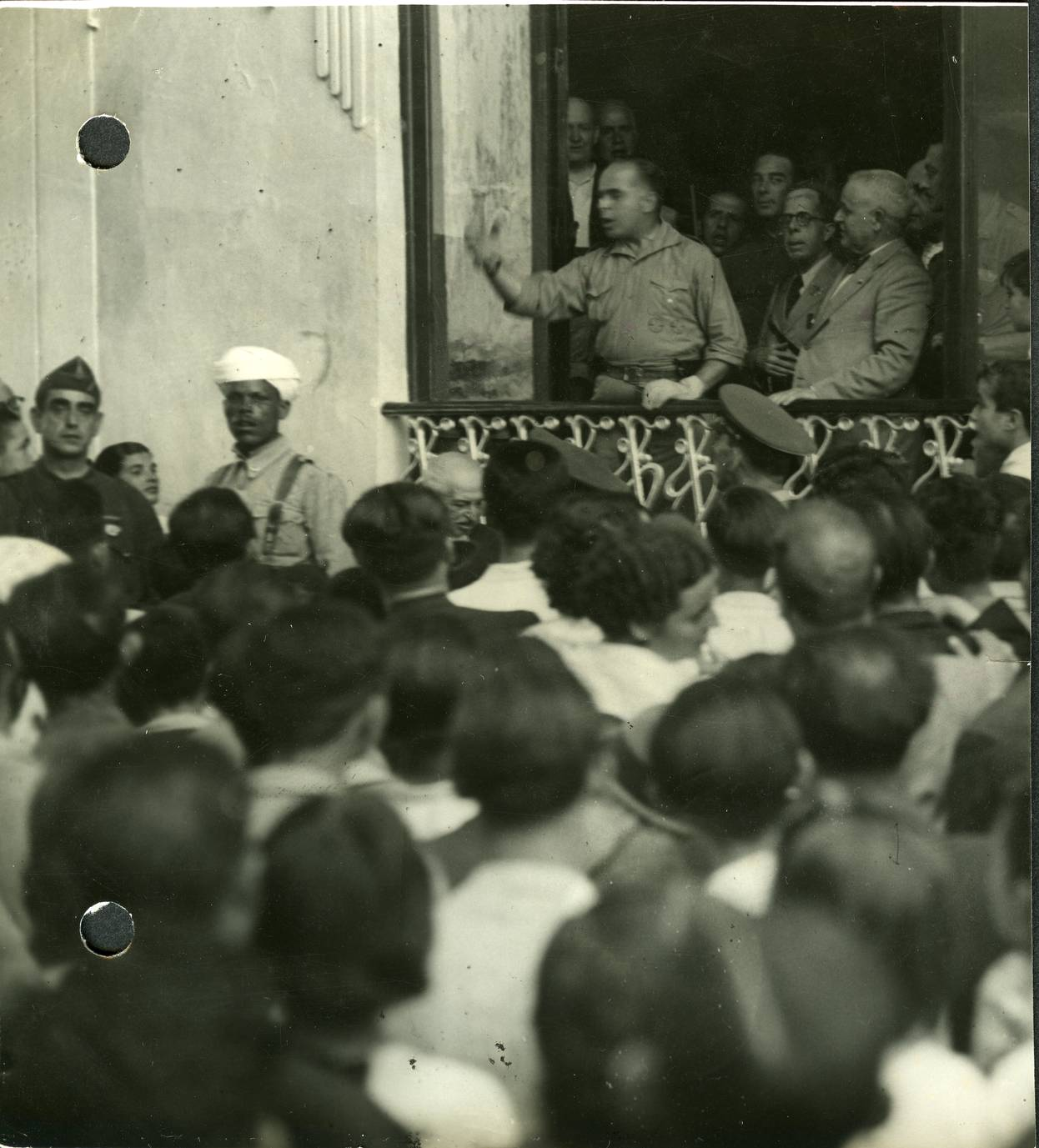
El general Varela fotografiado arengando a militares y a civiles en septiembre de 1936 en la ciudad.

La guerra civil española afecta de lleno a la capital andaluza, en la que ya desde febrero de 1936 se gestaba el golpe de Estado del ejército. El 18 de julio el general Queipo de Llano se hace rápidamente con el control de la 2.ª División Orgánica y del centro de la ciudad. En los barrios populares como Triana y la Macarena se movilizan milicias de los sindicatos y partidos de izquierda pero Queipo los derrota mediante una combinación de armamento superior, astucia y una dura represión. Sevilla es ocupada así por los golpistas al mismo tiempo que Cádiz y Algeciras, lo que proporciona a Franco un terreno suficiente para trasladar de forma segura a su Ejército de África por aire a Andalucía. A partir de entonces, Sevilla pasa a ser ciudad de retaguardia, actuando de cabeza de puente para la ocupación del resto del país por el Ejército de África, siendo la más poblada de todas las ciudades ocupadas por el ejército sublevado. La represión en la ciudad, entre el 18 de julio de 1936 y enero de 1937, causa la muerte de 3028 personas, entre ellas el alcalde, Horacio Hermoso Araujo, y el que fuera alcalde republicano de la ciudad en 1931, José González Fernández de Labandera o el presidente de la Diputación Provincial, José Manuel Puelles de los Santos.

#### Etapa de la dictadura franquista (1939-1975)
Durante la etapa franquista las autoridades más poderosas de Sevilla y su provincia son la autoridad militar, encarnada en la persona que ocupa la Capitanía General de la II Región Militar; el Gobierno Civil, que a su vez es Jefe Provincial del Movimiento; y el arzobispo, que dirige la diócesis de Sevilla. Los alcaldes de la ciudad durante este periodo son designados de forma directa por el ministro de la Gobernación, a propuesta la mayoría de veces de las autoridades militares, políticas y religiosas de la ciudad.[cita requerida]
Como sucesos más significativos de esta etapa destacan entre otros, el ocurrido el 13 de marzo de 1941, cuando estalla el polvorín de Santa Bárbara, ubicado en el Cerro del Águila, que destrozó las diez manzanas que lo rodeaban y causando daños a muchas más. La calle José Arpa, donde estaba el polvorín, quedó destruida, al igual que las calles Huesca, Galicia, Lisboa, Afán de Ribera y parte de la avenida de Hytasa. El polvorín no era militar, sino de la Sociedad Española de Explosivos.
Francisco Franco se hace hermano mayor de la Hermandad de La Macarena, que en la actualidad porta un fajín militar. En la basílica de La Macarena sería enterrado en 1951 el general Queipo de Llano y en 1964 Franco acudiría a la coronación canónica de la Virgen de la Macarena. La relación de Franco con las cofradías fue estrecha, ya que también fue nombrado hermano mayor de la Sagrada Cena y el Gran Poder. También la Hermandad del Baratillo guarda un fajín de Franco.
Franco mantuvo cierta enemistad con el cardenal Segura, arzobispo de Sevilla entre 1937 y 1957. Segura abogaba porque España se convirtiera en una teocracia católica y criticaba abiertamente algunas aptitudes del generalísimo, como el hecho de ir bajo palio, cosa que, para él, solamente debía reservarse a la Virgen María, o que en los muros de las iglesias figuraran los caídos en el bando nacional.
En la década de 1950 se pusieron en marcha los Astilleros de Sevilla, auspiciados por el Instituto Nacional de Industria.
La ciudad de Sevilla sufría periódicamente grandes inundaciones, pero quizás la peor de todas fue la riada del Tamarguillo de 1961 que se produjo en el mes de noviembre de 1961 cuando el cauce del río Tamarguillo se desbordó como consecuencia de los trescientos litros de agua por metro cuadrado que cayeron en un corto espacio de tiempo. Fueron afectados barrios enteros: La Calzada, el Cerro del Águila, San Bernardo, El Fontanal, el Tiro de Línea, la Puerta de Jerez, llegando el agua hasta la Campana. Sevilla fue declarada zona catastrófica. Fueron tantos los sevillanos que se quedaron sin hogar que, un mes más tarde, se organizó una cabalgata que partió desde Madrid: la llamada Operación Clavel, capitaneada por el popular locutor de radio Bobby Deglané y que acabaría en tragedia como consecuencia de un accidente aéreo.
Durante el franquismo también se construiría la Universidad Laboral, refundada en 1997 como Universidad Pablo de Olavide. Además se construirían barriadas para las clases humildes que antes vivían en corrales de vecinos. Estas barriadas fueron Santa Teresa, Amate, Juan XXIII, La Candelaria, La Barzola, Rochelambert, Los Pajaritos, Pío XII, León XIII, El Rocío, las Hermandades del Trabajo, Las Letanías, Los Diez Mandamientos, el Polígono de San Pablo, el Polígono Norte, Santa María Ordaz, la Oliva, el Sector Sur, Santa Cecilia, etc. triplicando la superficie de la ciudad. En 1955 se inaugura la Residencia Sanitaria Virgen del Rocío, denominada al principio Residencia García Morato. Durante esta etapa se produjo la mayor expansión urbanística de la ciudad, con la construcción de muchas barriadas, siendo el abanderado de este tipo de desarrollo urbanístico el barrio de Los Remedios, a donde se trasladó en 1973 el Real de la Feria desde el Prado de San Sebastián.
En la década de 1960 se inicia la organización clandestina del sindicalismo obrero de Sevilla, en torno a Comisiones Obreras, en factorías como Hytasa, Astilleros, Hispano Aviación, etc. Varios de sus dirigentes fueron encarcelados, como Fernando Soto, Eduardo Saborido y Francisco Acosta, juzgados en el Proceso 1001 (noviembre de 1973).
El crecimiento de la ciudad durante las décadas de 1960 y 1970 (conocido como milagro económico español (1959-1973)) se vio limitado por el complejo de vías que bordeaban el casco urbano. Esto llevaría a la promulgación del Plan de Enlaces Ferroviarios de Sevilla, en 1971, que preveía una reorganización de la red ferroviaria de la capital hispalense y la supresión de las estaciones de Plaza de Armas, San Bernardo y San Jerónimo. En su lugar, se buscaba centralizar todos los servicios ferroviarios en una estación principal.

#### Etapa democrática

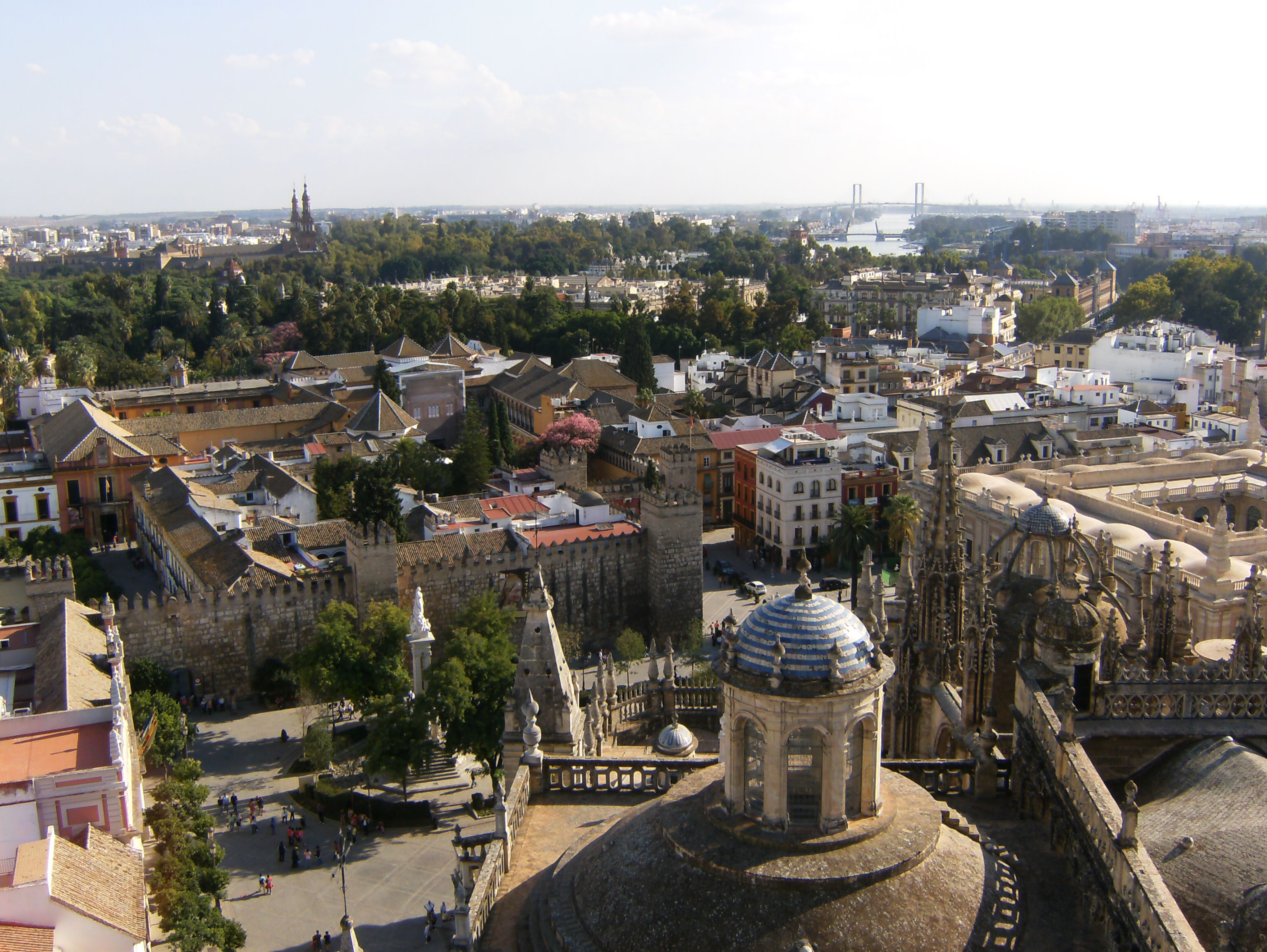
Vista de la ciudad desde lo alto de la Giralda

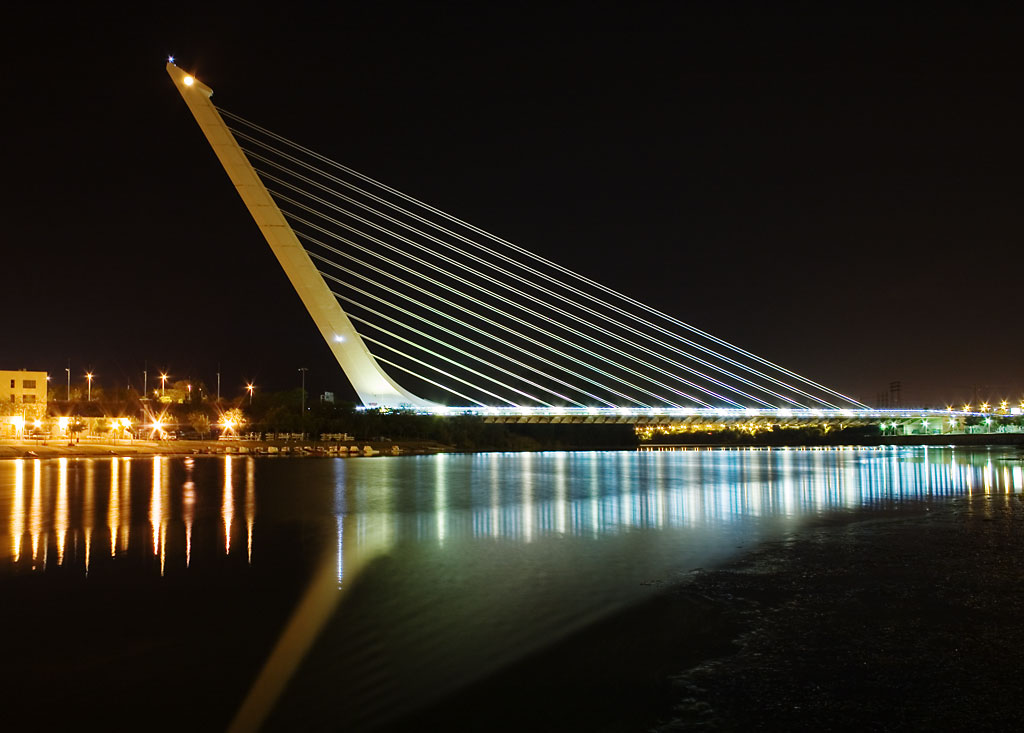
El Puente del Alamillo, una de las obras que se realizaron con motivo de la Exposición Universal de 1992

El 3 de abril de 1979 se celebraron en toda España las primeras elecciones municipales democráticas y en Sevilla obtuvieron concejales cuatro partidos políticos diferentes: Unión de Centro Democrático (UCD) obtuvo 9 concejales, Partido Andalucista 8, Partido Socialista Obrero Español (PSOE) 8 y Partido Comunista de España (PCE) 6. Como ningún partido alcanzó mayoría suficiente para gobernar se formó una coalición de gobierno entre PSA, PSOE y PCE, que eligió como alcalde al concejal andalucista Luis Uruñuela.
En 1981 Andalucía consigue su Estatuto de Autonomía y pasa a ser una comunidad autónoma española gobernada por la Junta de Andalucía. El Palacio de San Telmo se transformó en sede del gobierno andaluz y muchos edificios patrimoniales de la ciudad pasaron a un uso por la administración o el parlamento de la Junta de Andalucía. El único órgano que no tuvo su sede central en Sevilla fue el Tribunal Superior de Justicia de Andalucía, que tiene su sede en Granada.
El 5 de noviembre de 1982, el papa Juan Pablo II llegó a Sevilla y, entre otros actos, ofició una misa ante más de medio millón de personas en el Campo de la Feria y celebró allí la beatificación de Sor Ángela de la Cruz, fundadora de la congregación de las Hermanas de la Cruz. Posteriormente visitó la ciudad de nuevo el 13 de junio de 1993, procediendo a la clausura del Congreso Eucarístico Internacional que se celebró en Sevilla. De 1982 a 1996 ocupó la presidencia del Gobierno de España el político sevillano Felipe González.
En 1992, se celebró durante seis meses la Exposición Universal de Sevilla, con motivo de la cual se mejoró considerablemente la red de infraestructuras de comunicaciones: circunvalación SE-30, construcción de autovías, nueva  estación de ferrocarril Santa Justa, funcionamiento del tren de Alta Velocidad Española (AVE) Madrid-Sevilla y construcción de un nuevo aeropuerto. De esta exposición, permanecen parte de las instalaciones que fueron reconvertidas en el parque tecnológico más importante de Andalucía, Cartuja 93, el parque temático Isla Mágica, el monumental Puente del Alamillo sobre el Guadalquivir del arquitecto Santiago Calatrava y el Puente de la Barqueta.
El 18 de marzo de 1995 se casa en la Catedral de Sevilla la hija mayor de los Reyes de España, Su Alteza Real la Infanta Doña Elena con Don Jaime de Marichalar. Al enlace acuden representantes de prácticamente todas las casas reales del mundo, así como la clase política española y los amigos y familiares de los contrayentes. El banquete nupcial se celebró en los Reales Alcázares de la capital andaluza. El evento, que fue retransmitido por TVE, fue visto por 8 millones de espectadores.
A lo largo estos años fueron varios los atentados terroristas realizados por la banda terrorista ETA en Sevilla, destacando los asesinatos en enero de 1998 del concejal del Partido Popular, Alberto Jiménez-Becerril Barrio y su esposa Ascensión García Ortiz y en octubre del año 2000 del coronel médico Antonio Muñoz Cariñanos.
En 1991 se peatonalizaron las calles Tetuán y Velázquez, en el centro histórico.
En 1999 el grupo de Federico Joly creó el Diario de Sevilla. El Grupo Joly ya era propietario del Diario de Cádiz, del Diario de Jerez y del diario Europa Sur. Este periódico se convertiría en uno de los tres diarios más importante de la ciudad, junto con El Correo de Andalucía y el ABC de Sevilla.

### SigloXXI

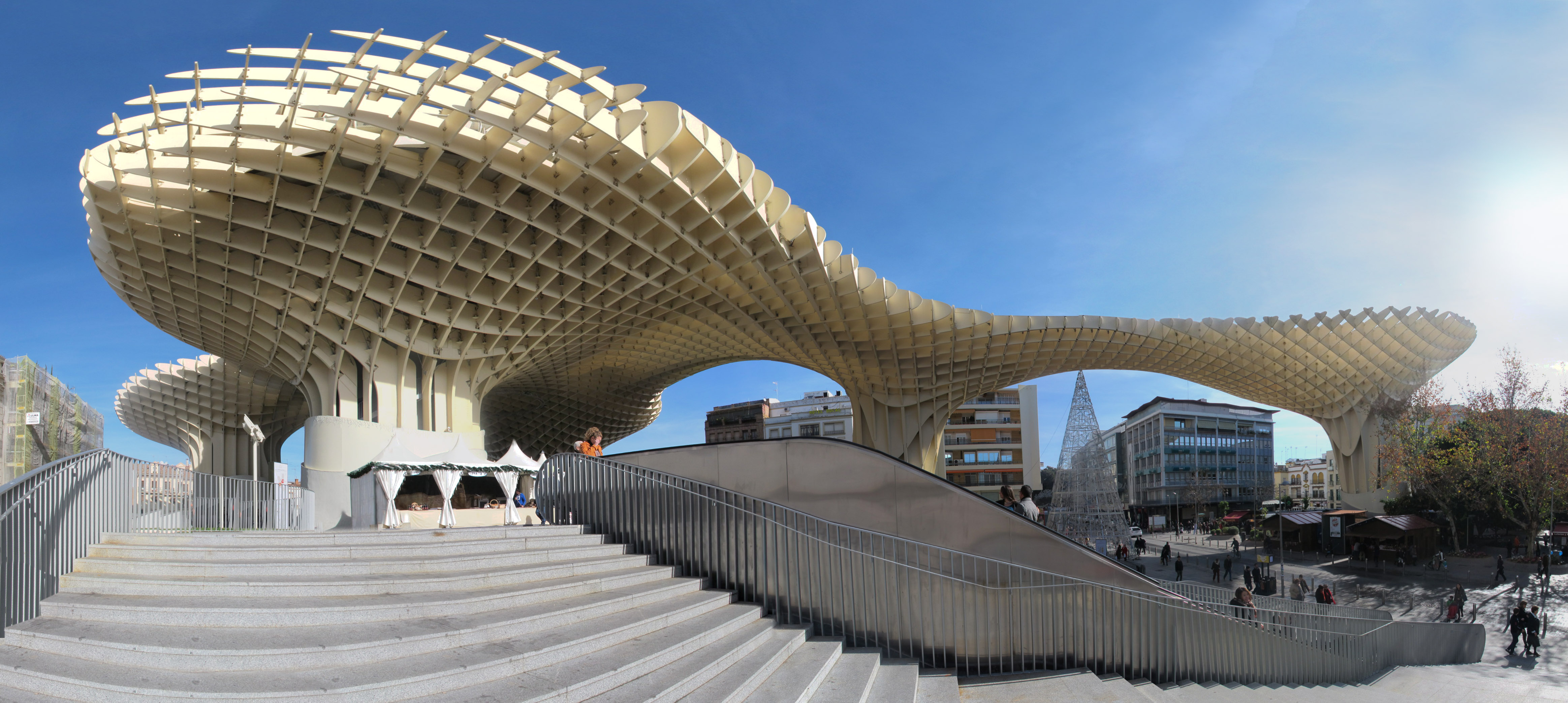
El Metropol Parasol de Sevilla fue inaugurado en 2011 y es un ejemplo de arte contemporáneo arquitectónico.

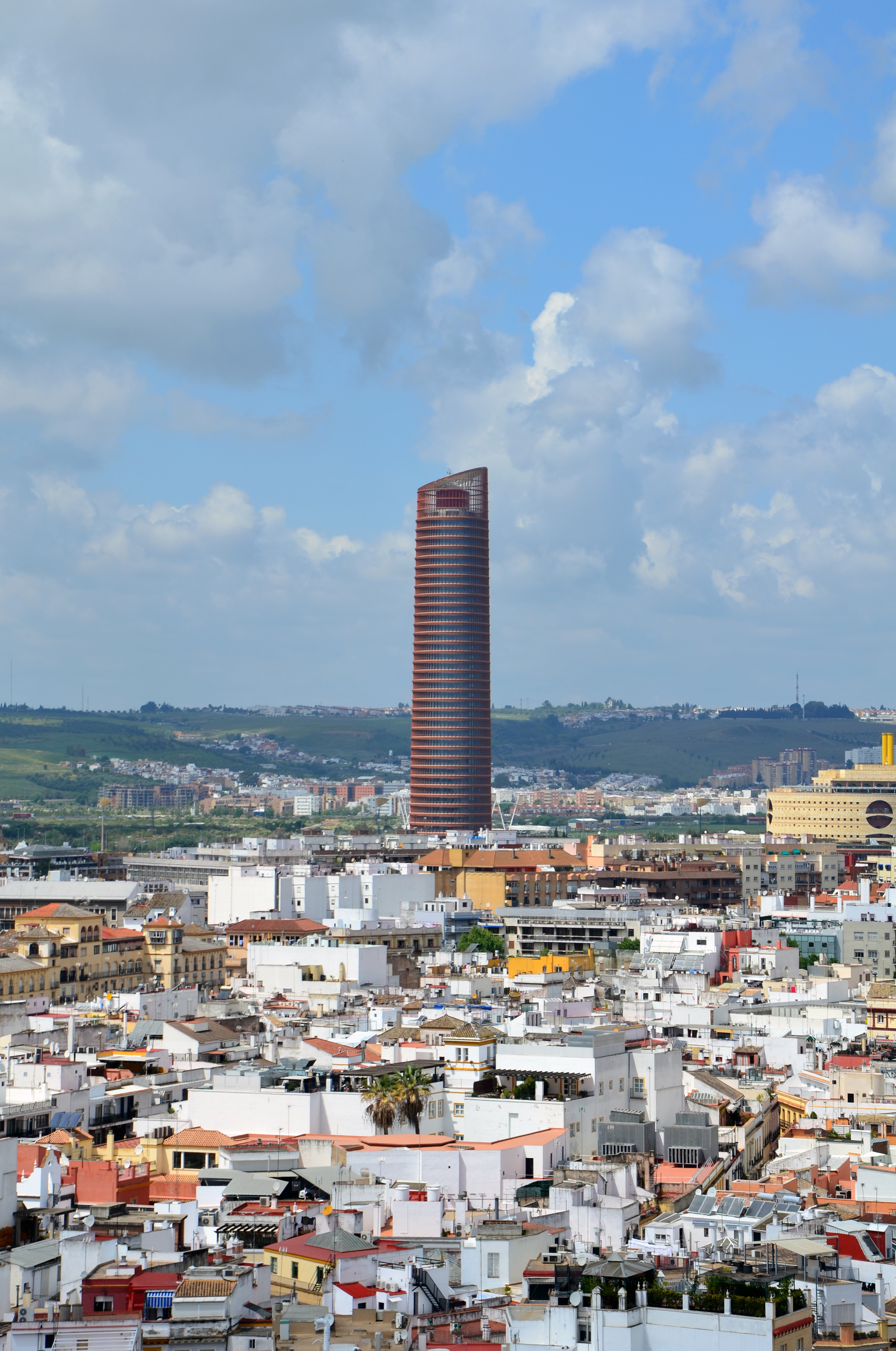
La Torre Sevilla vista desde la Giralda. Con 180,5 metros, es el primer rascacielos de la ciudad, si se exceptúa la propia Giralda, que con el Giraldillo alcanza los 104,1 metros

El siglo se inició bajo el mandato del alcalde Alfredo Sánchez Monteseirín (PSOE), quien ocupó el puesto de regidor desde junio de 1999 con el apoyo del PA, habiendo sido el Partido Popular (PP) el partido más votado. En 2003 volvió a ser investido alcalde, siendo esta vez el candidato más votado, en este caso con el apoyo de los ediles de Izquierda Unida. El resultado de las elecciones de mayo de 2007 revalidó el pacto PSOE-IU superando en votos al PP y al PA, quedando este último sin representación en el Ayuntamiento, y obteniendo el PP el mayor número de votos de entre todos los partidos con representación en el Consistorio. De esta manera Alfredo Sánchez Monteseirín se ha situado como el primer alcalde que ha conseguido estar 3 legislaturas en el poder en la historia de la democracia sevillana, pese a haber sido solo en una ocasión el candidato más votado por el electorado y a las acusaciones de corrupción por financiación ilegal mediante facturas falsas. En 2011 el PP consiguió 20 concejales de 33 y Juan Ignacio Zoido fue nombrado alcalde y, tras los comicios de 2015, fue investido alcalde el socialista Juan Espadas.
En el mes de junio de 2002 se celebró en Sevilla una cumbre de jefes de Estado y de Gobierno de la Unión Europea, presidida por el entonces presidente de turno de la Unión Europea y presidente del gobierno español, José María Aznar. A esta reunión se contrapusieron una serie de actos y manifestaciones pacíficas y multitudinarias por parte de grupos de acción política alternativa y anticapitalista. Algo similar ocurriría en la cumbre informal de ministros de la OTAN celebrada en Sevilla en 2007.
En 1968 se planteó a nivel municipal una red de metro para Sevilla. En octubre de 1975 el Estado se hizo cargo de la construcción. Durante las obras aparecieron grietas en 1982 en la estación de San Bernardo y en 1983 en el edificio de La Equitativa, lo que llevó a la Junta de Andalucía a estudiar la peligrosidad del proyecto. Las obras fueron paralizadas cautelarmente en 1983. En 1986 el alcalde socialista Manuel del Valle Arévalo abogó por paralizar el proyecto definitivamente. Lo consideró ruinoso para la empresa de transportes de la ciudad, argumentando que el número de habitantes de entonces, 645.827, no lo demandaba. El Ayuntamiento y la Junta de Andalucía hicieron una campaña publicitaria con el lema "El metro, un túnel sin salida". En 1999, tras el pacto entre los socialistas y los andalucistas, el proyecto fue reactivado. El andalucista Alejandro Rojas Marcos de la Viesca presidió la Sociedad del Metro de Sevilla desde 1999 hasta 2003. Las obras del nuevo trazado de la línea 1 comenzaron en enero de 2004. Esta línea fue inaugurada en 2009.
En 2007 comenzó a funcionar una línea de tranvía, al que se llamó Metrocentro. Cuando se inauguró, se extendía desde la plaza Nueva hasta el Prado de San Sebastián. Posteriormente, alcanzó al barrio de San Bernardo. En 2022 se licitaron las obras para ampliarla hasta el centro comercial Nervión Plaza, como una fase para llevarla finalmente hasta la estación de trenes de Santa Justa.
Se acometió en la ciudad una red de carriles bici, convirtiéndose en 2013 en la cuarta mejor ciudad mundial para el uso de la bicicleta.
También se ha renovado la flota de autobuses de la empresa pública municipal Tussam. En 2021, 300 de sus 400 autobuses funcionaban con gas natural (el combustible fósil más ecológico). En 2007 se entregaron 17 autobuses usados de Tussam a Cuba. Esta empresa pública de transportes también ha donado 7 autobuses en 2017 a los campos de refugiados saharauis.
Se peatonalizó en 2005 la calle O'Donell, en 2007 la avenida de la Constitución, la Puerta de Jerez, la calle San Fernando y las plazas de la Alfalfa, la Pescadería y el Pan, en 2010 tramos de las calles Asunción y San Jacinto y en 2016 un tramo de la calle Baños.
En 2011 se finalizó la construcción del Metropol Parasol, un complejo con un mirador en la parte superior, un mercado de abastos en su planta baja y un sótano con restos arqueológicos.
En 2011 se abrió al público un puente peatonal que une el Parque de San Jerónimo con el parque del Alamillo.
En lo que respecta a zonas verdes, en 2012 se inauguró el parque de la Vega de Triana, con 80 hectáreas, y en 2014 se amplió 40 hectáreas el parque de Alamillo.
Dentro de las obras privadas destaca la construcción de la Torre Sevilla, un rascacielos de César Pelli finalizado en 2015.
En 2004 celebró su centenario la empresa cervecera sevillana Cruzcampo, organizando numerosos actos públicos y campañas publicitarias para celebrar la efeméride. También en 2004 el diario ABC conmemora el 75.º aniversario de su edición sevillana, fundada en 1929 por Torcuato Luca de Tena.
Durante 2005 se celebró el centenario del Sevilla FC y en 2007 el del Real Betis Balompié.
A partir de 2006 el Ayuntamiento se fue desprendiendo de la titularidad de sus fortalezas en las provincias de Sevilla, Huelva y Badajoz para cederlas a los diversos municipios en las cuales se encontraban.
Los Astilleros, tras pasar por una complicada situación financiera y laboral, cerraron a finales de 2011. No obstante, posteriormente han seguido funcionado diversificando sus actividades.